# Ford Zephyr
La Ford Zephyr è un'autovettura full-size prodotta dalla Ford nel Regno Unito dal 1950 al 1972. Il modello aveva anche una versione lussuosa, la Zodiac.

## Il contesto
Dal 1950 al 1962 la Zephyr, con il suo motore a sei cilindri, era il modello complementare alla Ford Consul, che era invece offerta con un propulsore a quattro cilindri. Dal 1962 la Zephyr fu commercializzata con entrambi i motori accennati. La Zephyr è stata prodotta in quattro serie, che sono contraddistinte dalla denominazione Mark con l'aggiunta di un numero romano.
La Zephyr, con la sua versione lussuosa Zodiac, che apparve sui mercati nel 1954, all'epoca era la più grande automobile per il trasporto dei passeggeri prodotta dalla Ford britannica. Questo primato lo mantenne fino al 1972, anno del ritiro dal mercato, quando venne lanciata la Ford Granada, che era anche più grande.
La Zephyr è stata assemblata a Dagenham, nel Regno Unito, e in Australia. Le versioni disponibili furono berlina quattro porte, familiare cinque porte, coupé due porte e cabriolet due porte.

## Storia
La Consul Mark I e la Zephyr vennero presentate a Earls Court durante il salone dell'automobile di Londra del 1950. La produzione dei due modelli iniziò il 1º gennaio 1951. Questi primi esemplari possedevano delle sospensioni anteriori indipendenti con schema MacPherson, che sono utilizzate ancora sui modelli di automobile del XXI secolo. La Zephyr Mark I fu in produzione fino al 1956. Dall'aprile del 1956 vennero commercializzate la Mark II della Consul, della Zephyr e della Zodiac, e questi tre modelli erano conosciute come le “tre grazie”. Queste tre vetture vendettero bene e furono in commercio fino al 1962, quando da aprile dell'anno citato furono lanciate la Mark III Zephyr 4, Zephyr 6 e Zodiac. Il nome Consul fu ritirato dal mercato, e il vuoto lasciato fu sostituito dalla Zephyr con motore a quattro cilindri. Mentre la Mark II Zephyr e la Zodiac condividevano lo stesso corpo vettura (infatti la Consul aveva i paraurti più corti e la calandra più bassa), la Zodiac e la Zephyr lanciate nel 1962 avevano in comune pochi lamierati. Con la Mark III, la Ford risolse molti problemi che affliggevano le serie precedenti (ad esempio, gli assali delle Mark I e il cambio delle Mark II si guastavano relativamente spesso). La nuova serie vendette poco di più rispetto alla Mark II, perlomeno all'inizio della commercializzazione. Durante gli ultimi mesi in cui fu in produzione, fu anche aggiunta alla gamma della Mark III una versione di alto livello, che venne chiamata “Executive”, e che oggi è relativamente rara. La Mark III fu tolta di produzione nel gennaio 1966; venne sostituita dalla nuova Zephyr/Zodiac Mark IV nell'aprile 1966. Questa nuova serie possedeva un design all'avanguardia per l'epoca, che anticipò le successive Consul/Granada con i suoi motori a V e le sospensioni posteriori indipendenti, ma la ricerca e lo sviluppo ebbero un corso piuttosto frettoloso, e ciò si ripercosse sulla qualità della vettura.
Sebbene la Ford Zephyr non fosse mai stata assemblata negli Stati Uniti, un numero esiguo di esemplari venne importato nel continente nordamericano. Il primo uso del nome Zephyr fu nel 1936 per la Lincoln-Zephyr, che era una vettura piccola rispetto alle grandi Lincoln berline dell'epoca. Questo modello fu seguito negli anni ottanta dalla Mercury Zephyr, che era in sostanza una versione ingrandita della Ford Fairmont, e da una nuova Lincoln Zephyr, che nel 2006 cambiò nome in Lincoln MKZ.

## Prima serie (Mark I, 1950-1956)

### La Zephyr Six (o Zephyr Mark I)
La prima serie della Zephyr fu una versione allungata della Consul. La Zephyr montava un motore a sei cilindri in linea e valvole in testa da 2.262 cm³ di cilindrata e 68 CV di potenza. Ciò la differenziava dalla Consul, che aveva invece installato un propulsore a quattro cilindri in linea. La Zephyr possedeva delle sospensioni anteriori indipendenti MacPherson, e delle sospensioni posteriori ad assale rigido e balestra semiellittica. Il modello poteva raggiungere i 130 km/h.
La Ford Zephyr Six era disponibile in versione quattro porte berlina, cinque porte familiare e due porte cabriolet. Quest'ultima era carrozzata da Carbodies e possedeva il tetto ad azionamento pneumatico; la familiare era invece carrozzata da Abbott.
Il modello non ebbe solo fortuna sui mercati, ma anche nelle competizioni. Nel 1953 una Ford Zephyr Six guidata da Maurice Gatsonides vinse il rally di Monte Carlo davanti a una Jaguar Mark VII. Due anni più tardi una Ford Zephyr Six condotta da Vic Preston si aggiudicò il Safari Rally.
Un esemplare versione berlina venne provato dalla rivista specializzata The Motor nel 1951. Durante la prova fu registrata una velocità massima di 128,4 km/h e un'accelerazione da 0 a 97 km/h di 20,2 secondi. Il consumo di carburante fu di 11,9 L/100 km. Il modello utilizzato nel test costava 842 sterline incluse le tasse. L'esemplare oggetto della prova aveva in dotazione interni in pelle, l'impianto di riscaldamento e la radio.

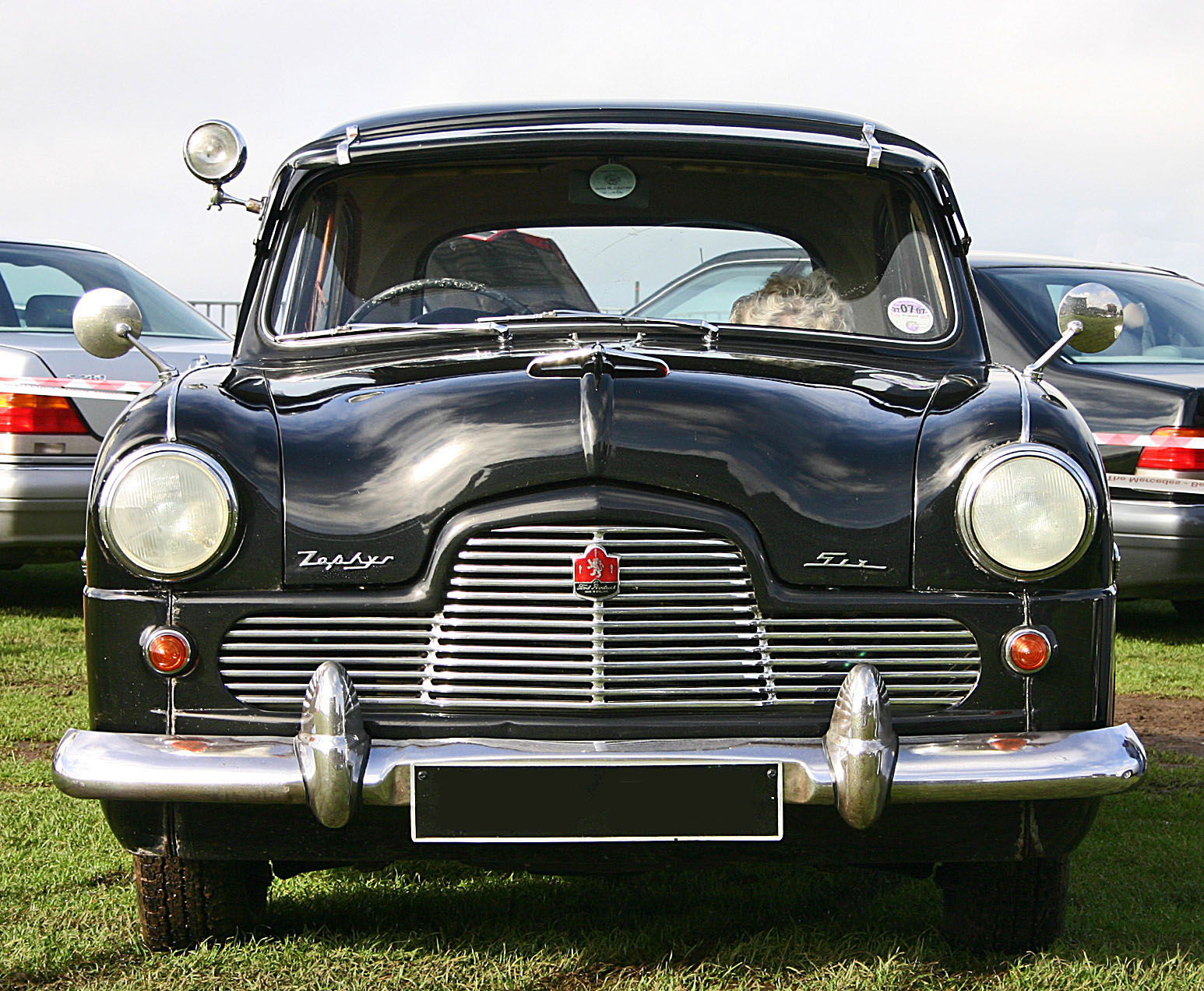
Ford Zephyr Mark I
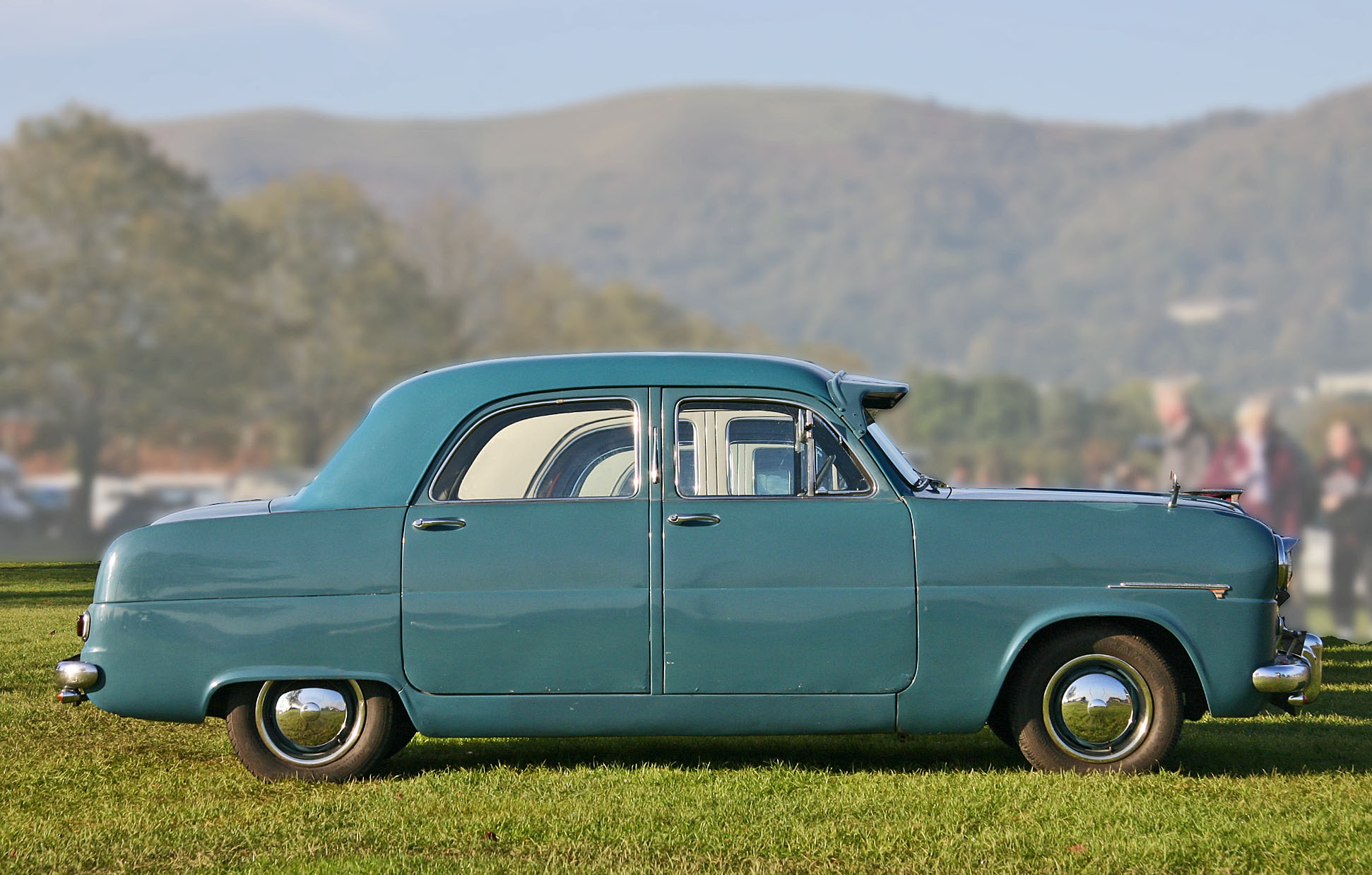
Ford Zephyr Six del 1952
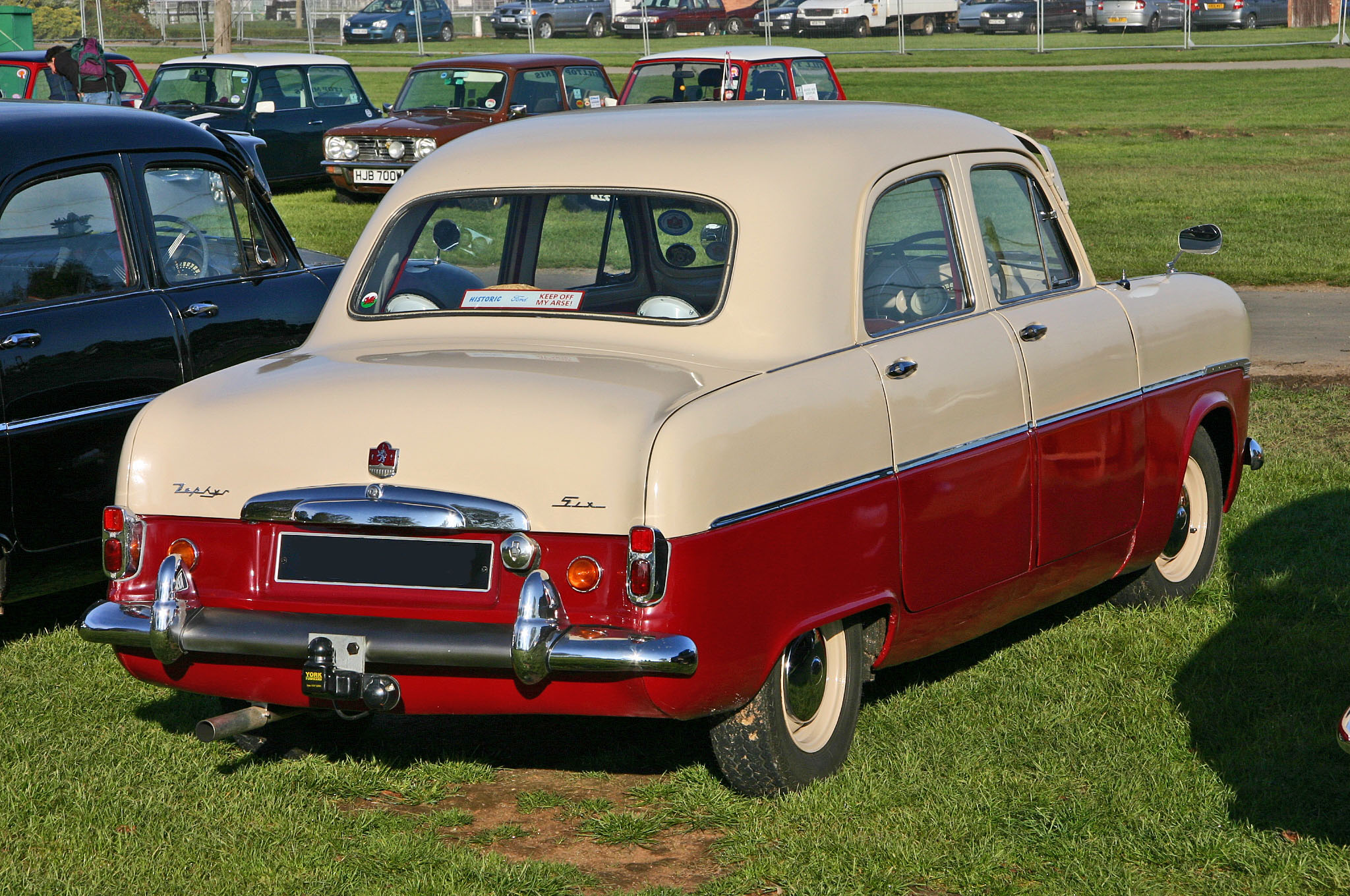
Ford Zephyr del 1954
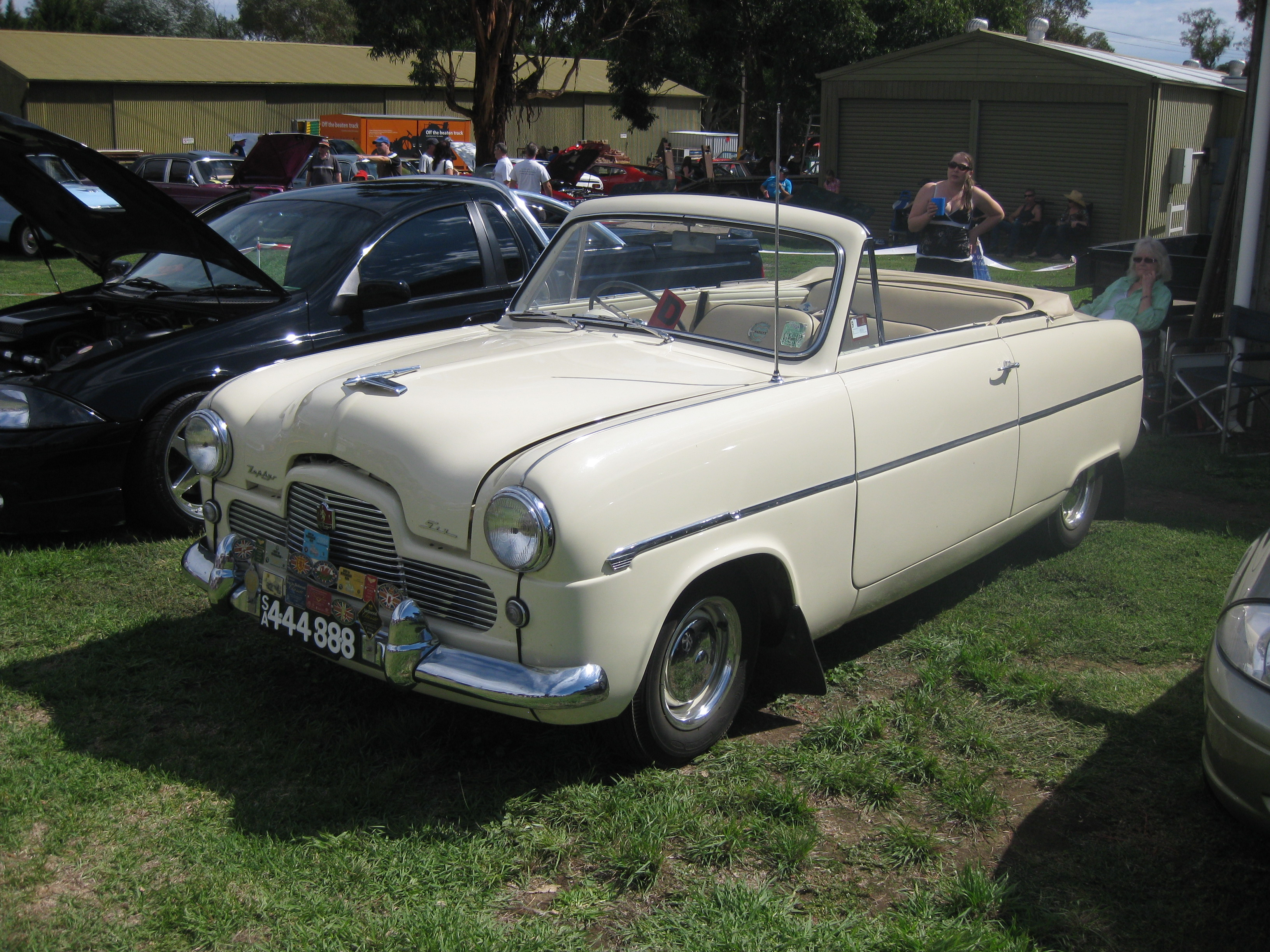
Ford Zephyr Mark I cabriolet

### La Zephyr Zodiac (o Zodiac Mark I)
La Zephyr Zodiac (o Zodiac Mark I) fu la versione di punta della Zephyr, e venne presentata al pubblico nell'autunno del 1953 al salone dell'automobile di Londra. Essa aveva una verniciatura a due colori, interni in pelle, l'impianto di riscaldamento, il lavacristalli del parabrezza, gli pneumatici con la banda laterale bianca, dei fanali supplementari, ecc. Il motore aveva un rapporto di compressione più elevato (7,5:1 invece di 6,8:1), che aumentava la potenza massima a 71 CV. Il propulsore era a sei cilindri in linea, e la cilindrata era di 2.262 cm³.
Un esemplare fu provato dalla rivista specializzata The Motor nel 1955. Nel test fu registrata una velocità massima di 130 km/h e un'accelerazione da 0 a 97 km/h di 20,2 secondi. Il consumo di carburante fu di 12,7 L/100 km. Il modello utilizzato nel test costava 851 sterline.
Oltre alle berline, vennero prodotti anche alcuni esemplari in versione familiare. Non vennero costruite cabriolet.

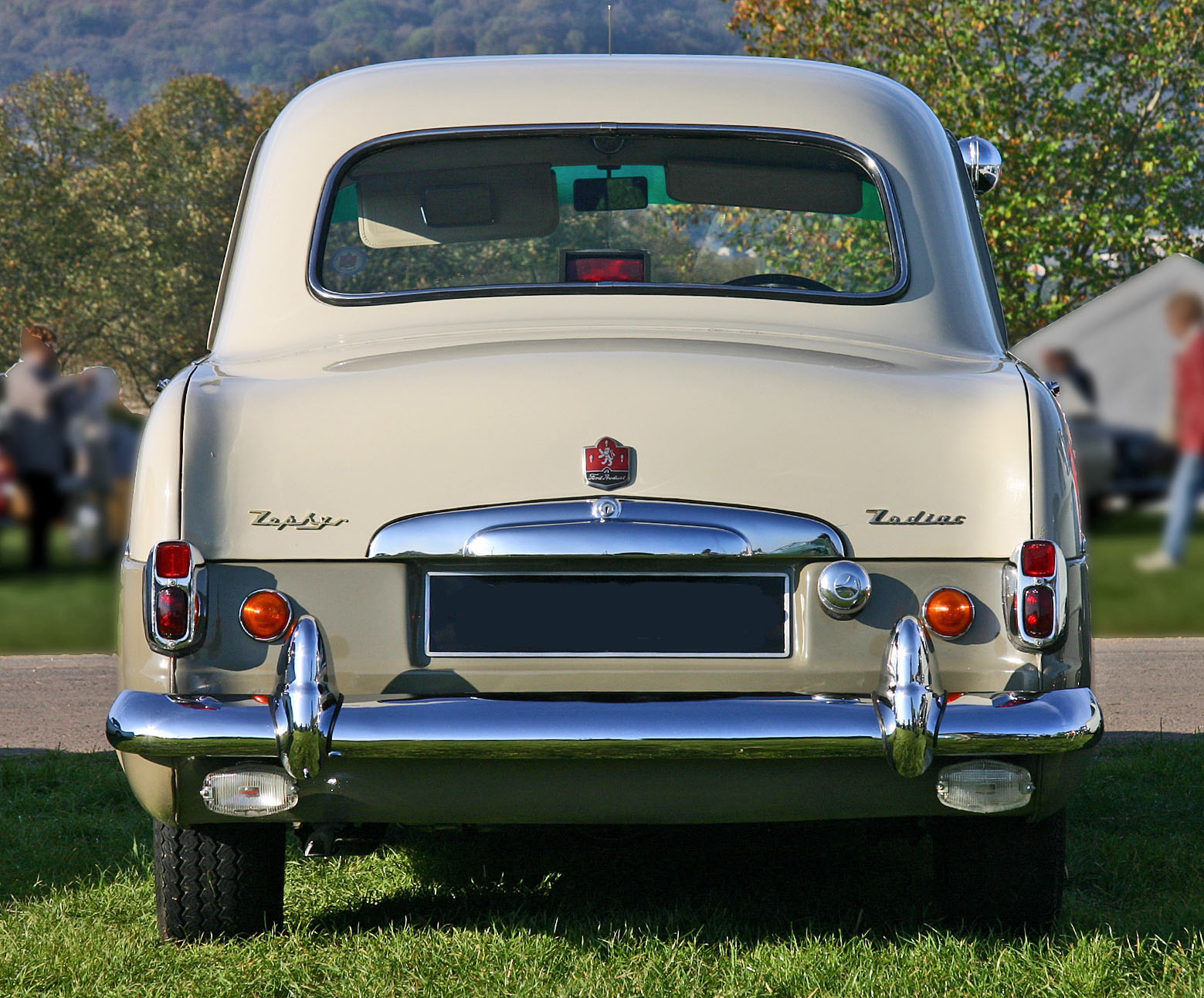
Una Ford Zodiac Mark I
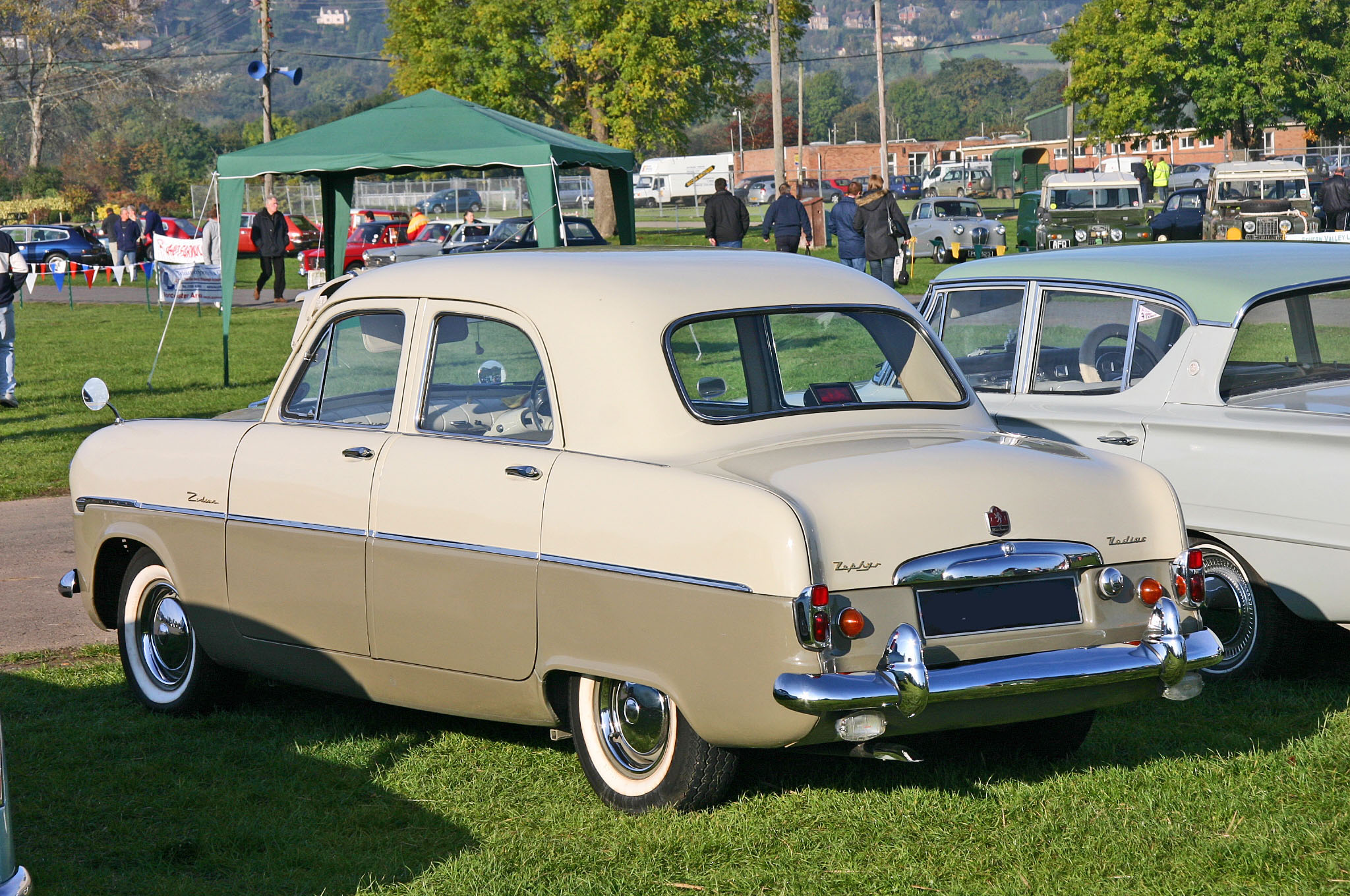
Il retro di una Ford Zodiac Mark I
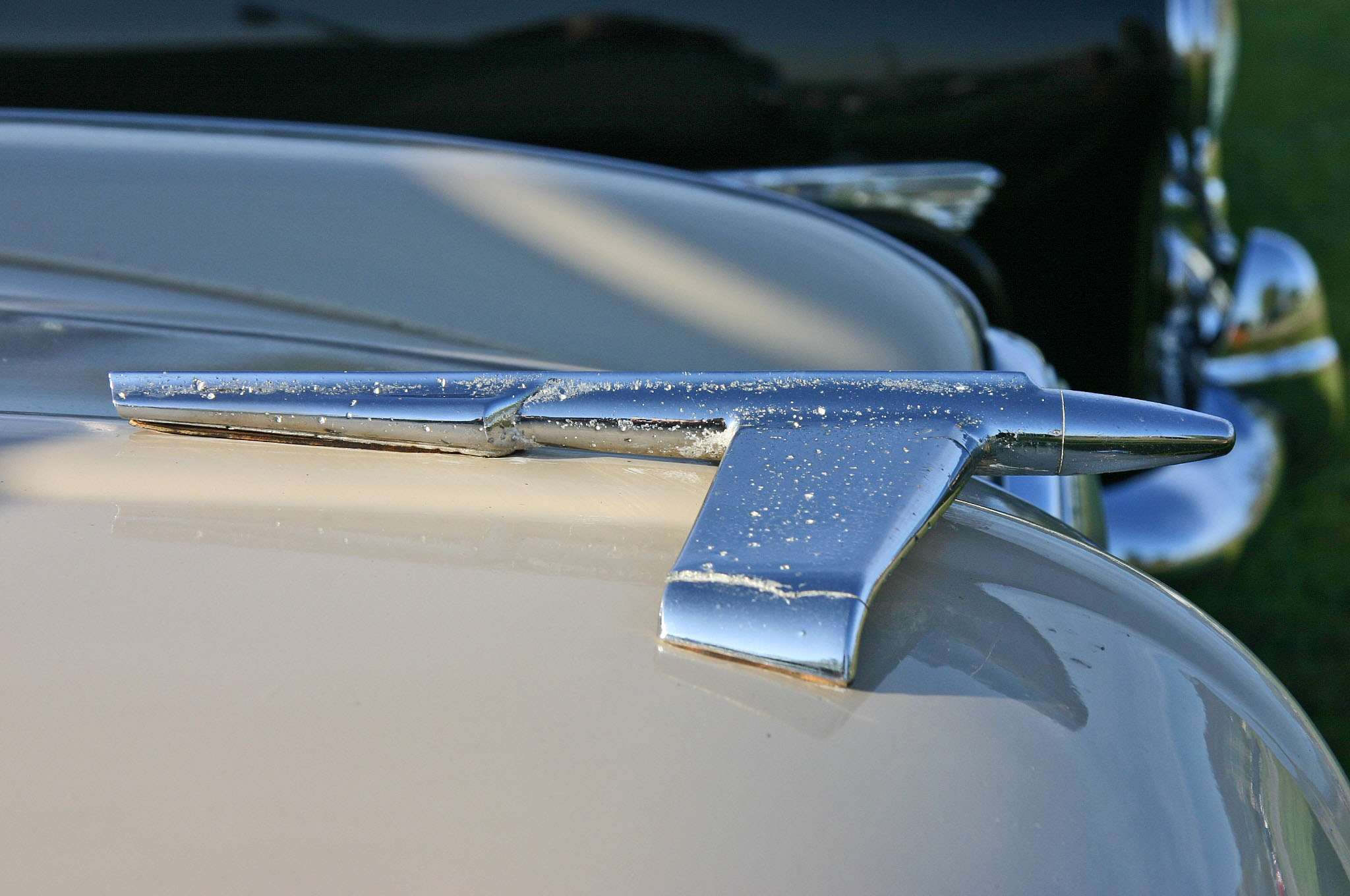
Il Bouchon de Radiateur della Zodiac

## Seconda serie (Mark II, 1956-1962)

### La Zephyr Mark II
Nel 1956 la Consul, la Zephyr e la Zodiac furono oggetto di un profondo restyling. Ai motori da sei cilindri in linea venne ingrandita la cilindrata a 2.553 cm³, con conseguente aumento della potenza a 86 CV. Il passo venne incrementato di 76 mm a 2.700 mm, mentre la larghezza raggiunse i 1.800 mm. La distribuzione del peso e il diametro di sterzata vennero rivisti. La velocità massima e il consumo di carburante dichiarati furono incrementati, rispettivamente, a 142 km/h e 10 L/100 km.
La Zodiac e la Zephyr erano anche offerte con due corpi vettura che erano denominati "Highline" e "Lowline", e che vennero fabbricati in anni diversi. La differenza risiedeva nella lunghezza, che differiva di 44 mm. La versione più corta era tagliata all'altezza del padiglione. La "Highline" possedeva inoltre un quadro strumenti di forma semisferica, mentre la "Lowline" lo aveva di forma più rettangolare.
In Australia, le Consul, Zephyr e Zodiac Mark II vennero costruite nello stabilimento Ford di Geelong.
Oltre al cambio manuale a tre rapporti, dal 1956 (in Australia dal 1959) era possibile avere installato un cambio automatico Borg Warner DG con overdrive. All'inizio vennero installati freni a tamburo sulle quattro ruote che possedevano una grande superficie di attrito (950 cm2), ma i freni a disco diventarono optional nel 1960 e di serie dalla metà del 1961 (in Australia erano disponibili solo freni a tamburo sulle quattro ruote; alcuni concessionari dal 1961 montavano anche il servofreno).
Una versione cabriolet due porte fu offerta con il tetto azionabile pneumaticamente. A causa della debolezza della struttura, solo poche cabriolet sono sopravvissute fino XXI secolo: si pensa 20-25 esemplari. In Australia vennero anche venduti degli esemplari in versione pick-up e familiare, che furono fabbricati localmente.
Un esemplare cabriolet venne provato dalla rivista specializzata The Motor nel 1961. Fu registrata una velocità massima di 142,1 km/h e un'accelerazione da 0 a 97 km/h di 17 secondi. Il consumo di carburante fu di 11,5 L/100 km. Il modello utilizzato nel test costava 1 193 sterline.
La produzione di Zephyr in Australia continuò fino al 1962, quando iniziò l'assemblaggio di Mark III tramite l'importazione dei componenti in complete knock down.

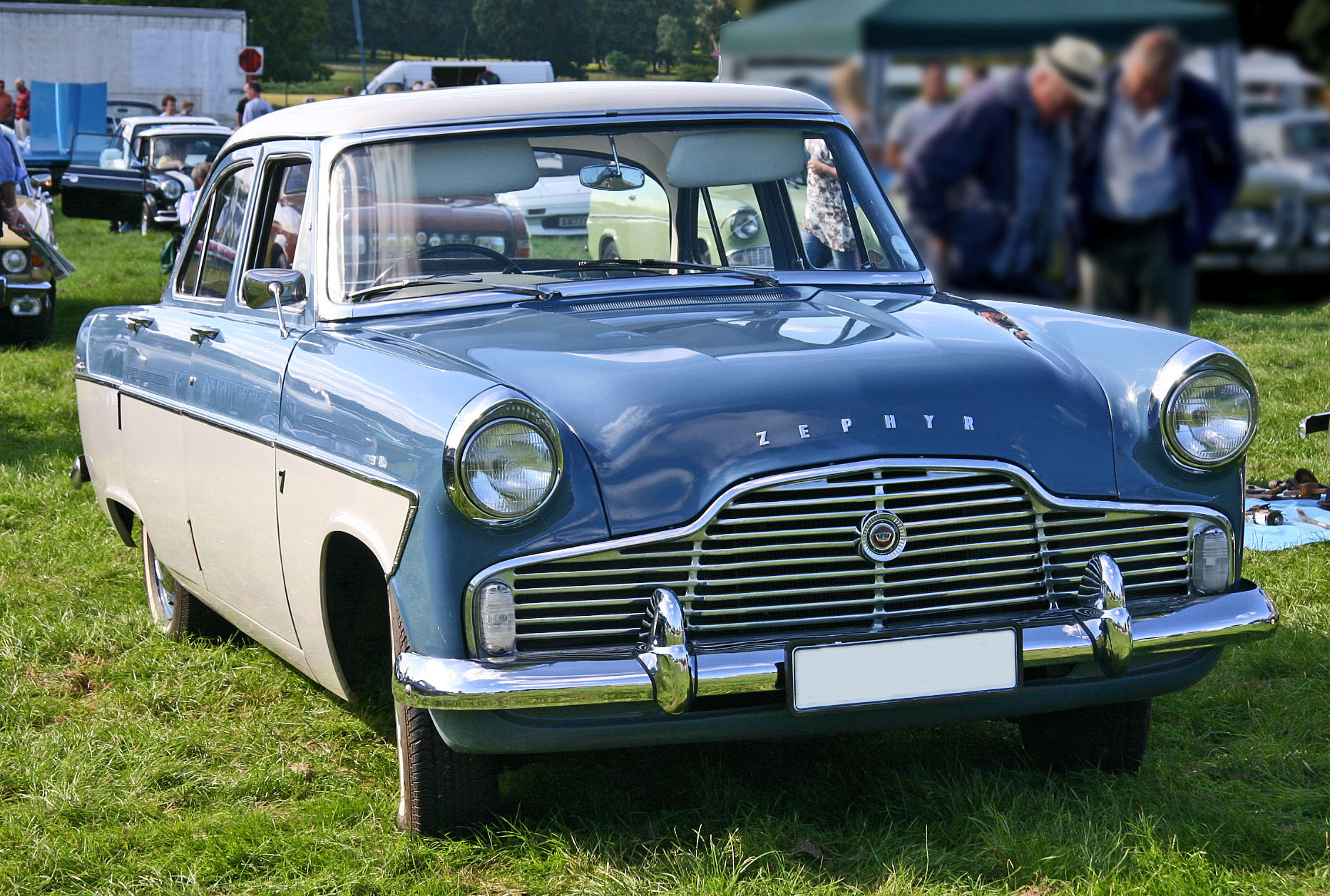
Una Ford Zephyr Mark II "Lowline"
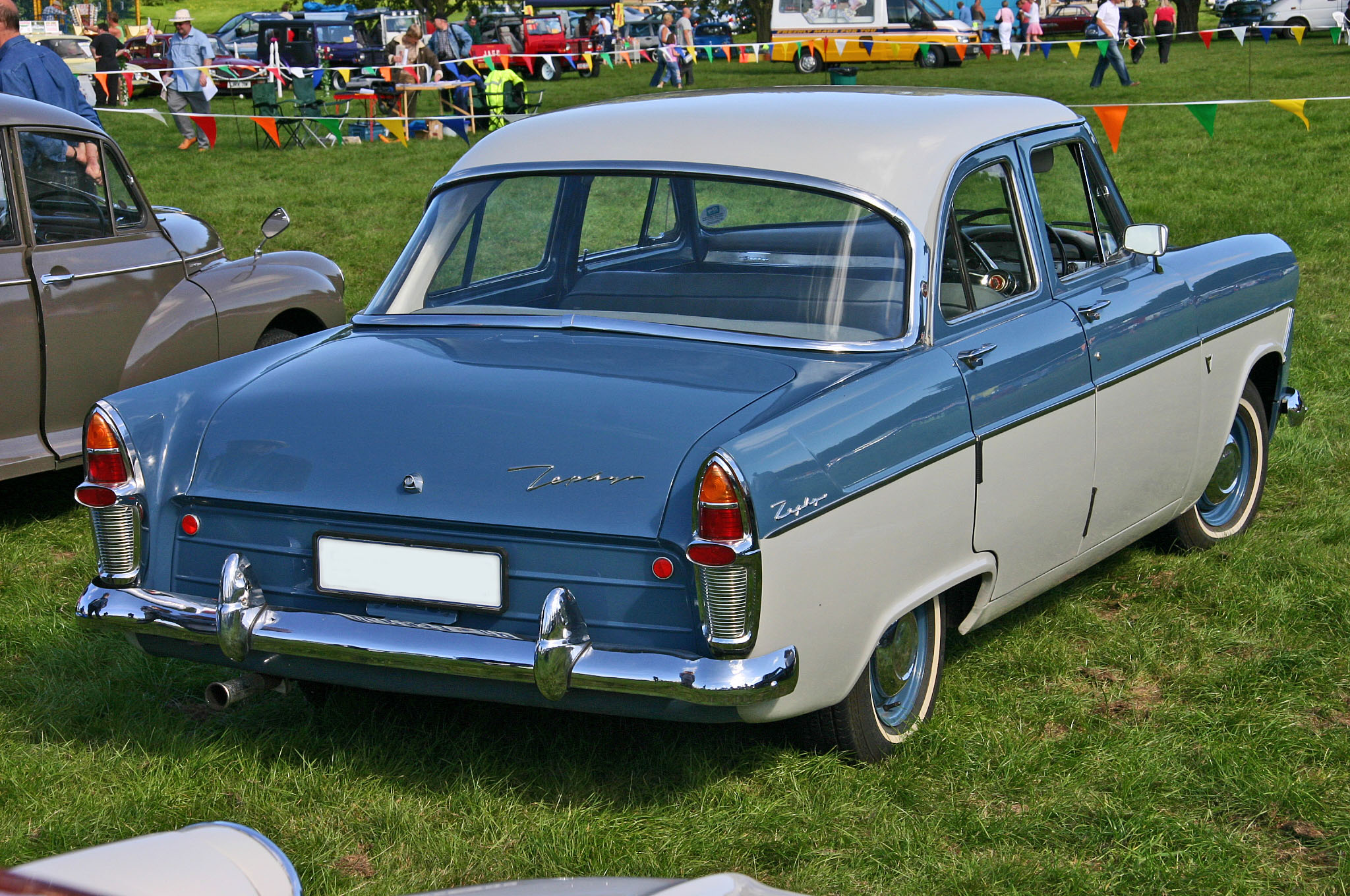
Il retro di una Ford Zephyr Mark II "Lowline"
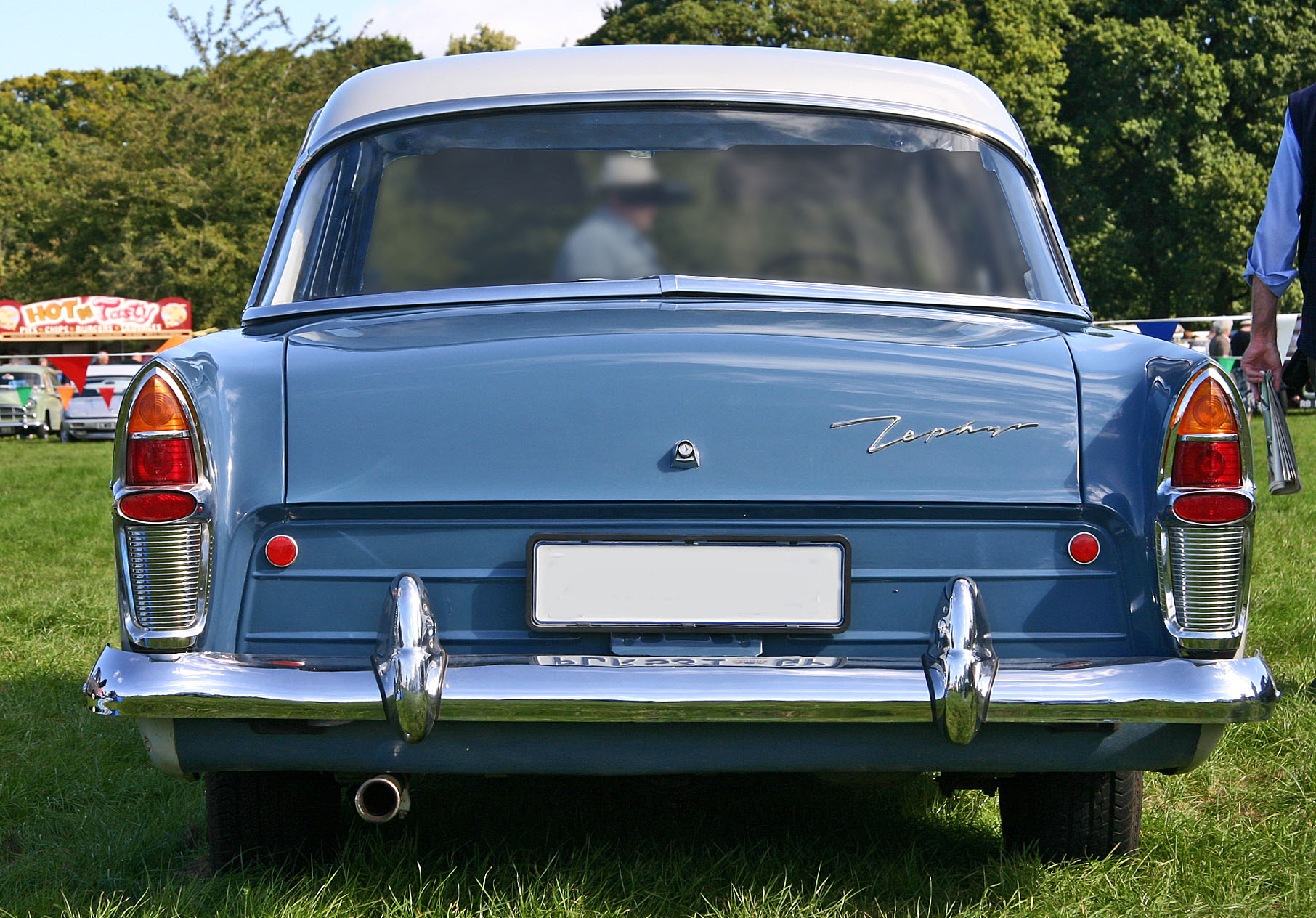
Il retro di una Ford Zephyr Mark II "Lowline"
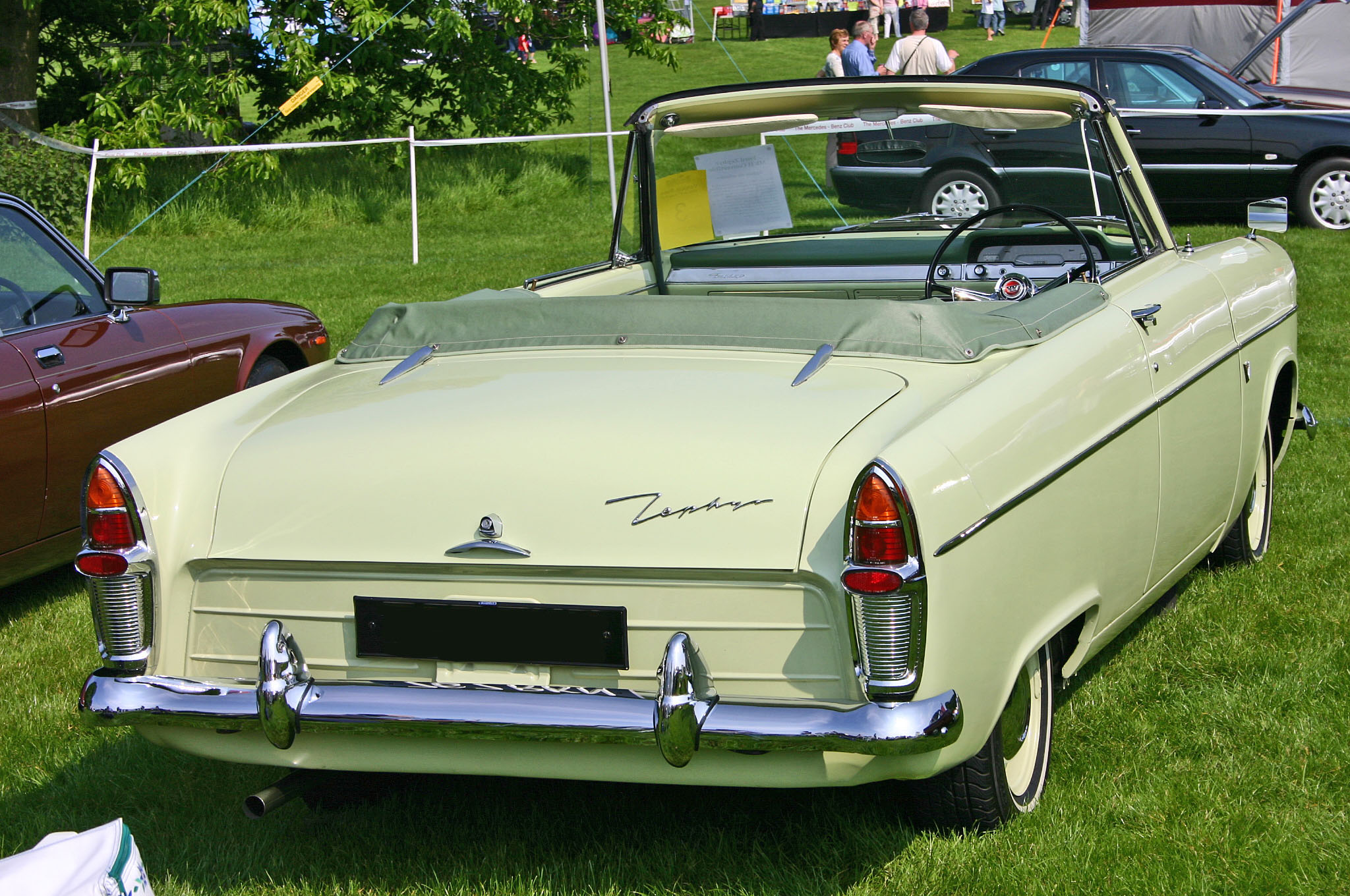
Una Zephyr cabriolet carozzata da Carbodies
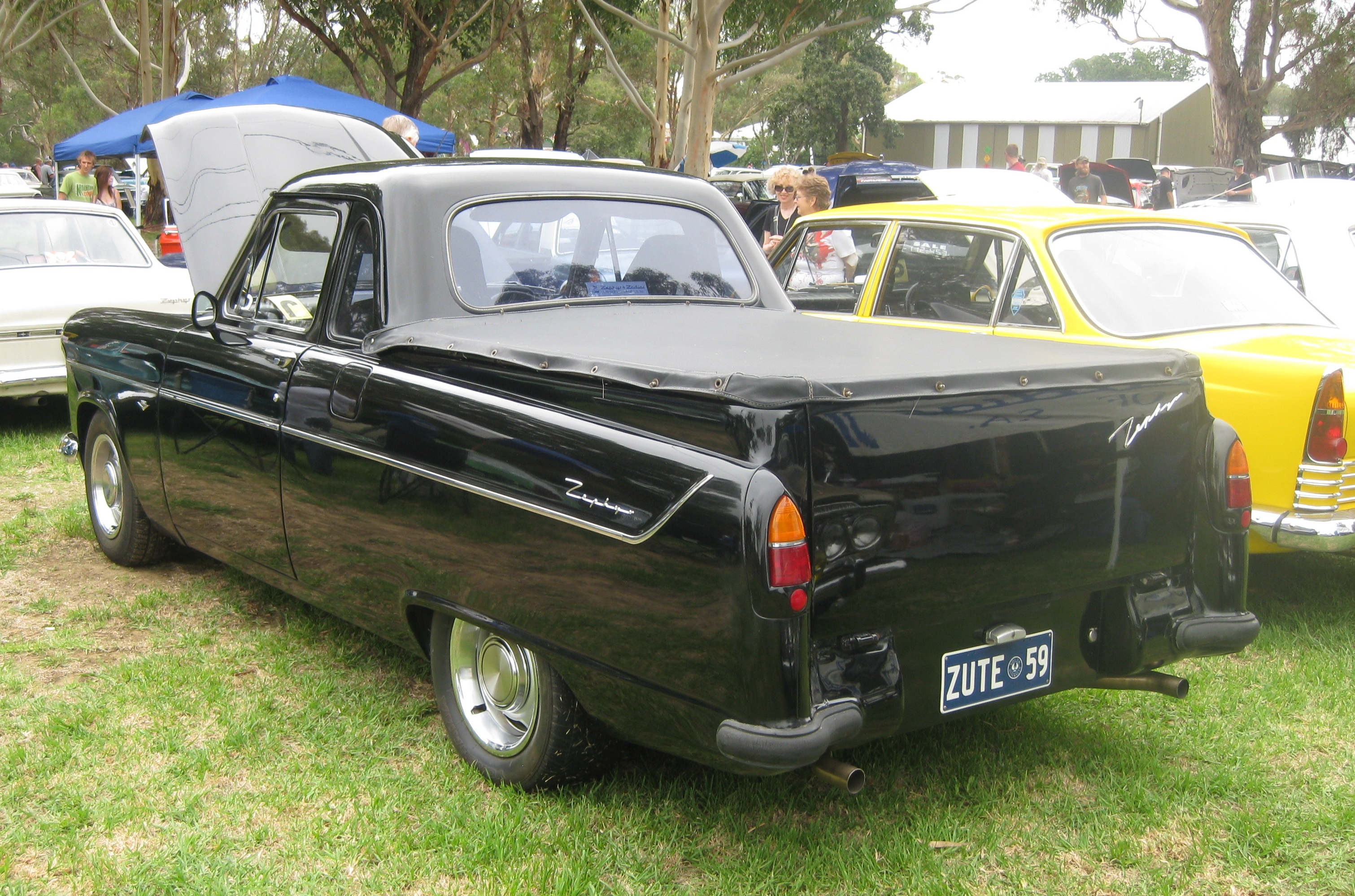
Una Ford Zephyr Mark II coupé

### La Zodiac Mark II
La Mark II Zodiac era stata leggermente modificata per distinguerla dalla Zephyr standard. Possedeva una coda più elaborata e una calandra differente. I fari ausiliari e gli specchietti retrovisori esterni fissati sul parafango vennero eliminati. La Zodiac possedeva comunque una verniciatura bicolore, degli pneumatici con banda laterale bianca e abbellimenti cromati e dorati. Il motore era un sei cilindri in linea e aveva una cilindrata di 2.553 cm³.
Un esemplare venne provato dalla rivista specializzata The Motor nel 1956. Fu registrata una velocità massima di 141,5 km/h e un'accelerazione da 0 a 97 km/h di 17,1 secondi. Il consumo di carburante fu di 13,1 L/100 km. Il modello utilizzato nel test costava 968 sterline.

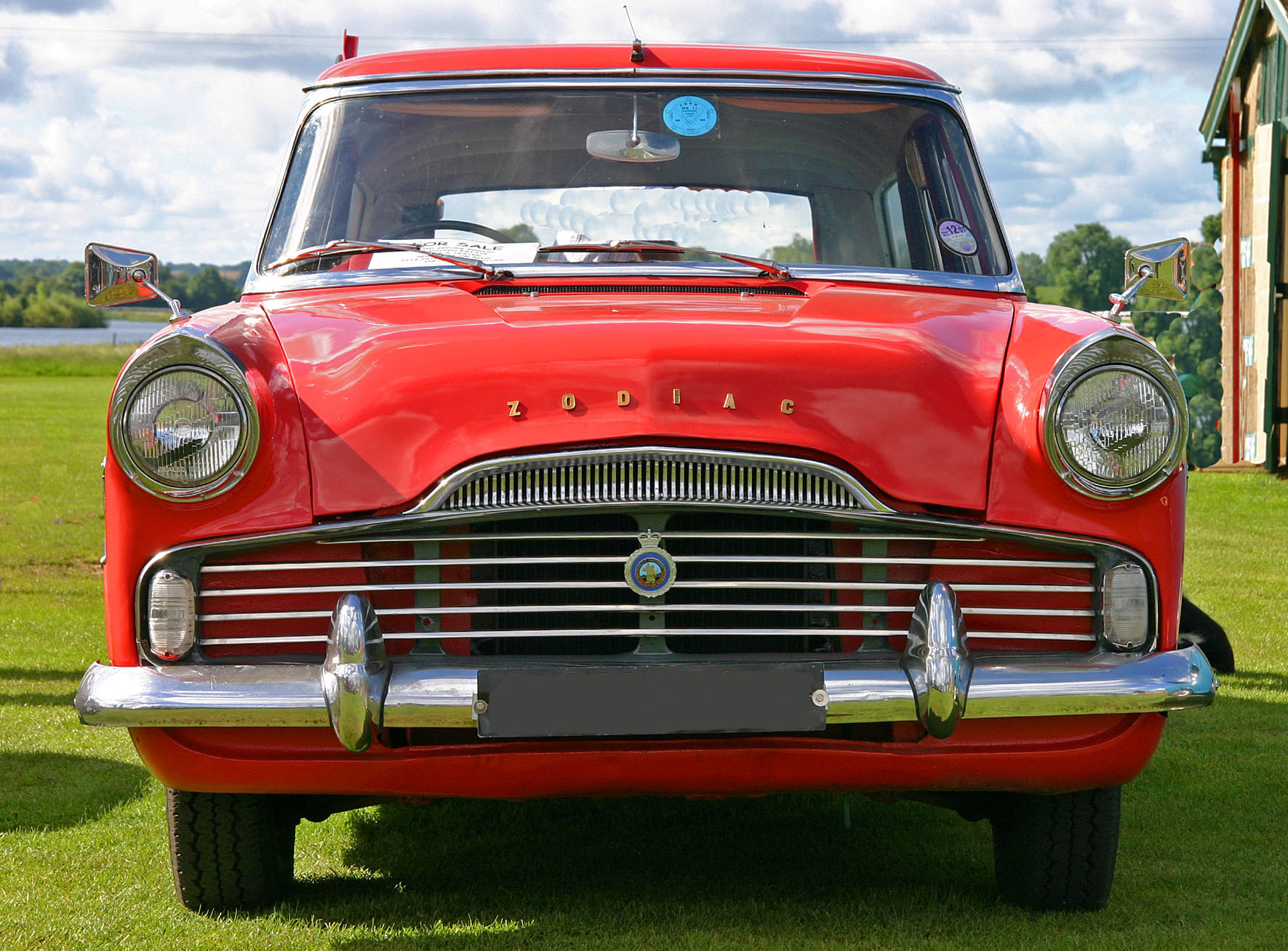
Zodiac Mark II
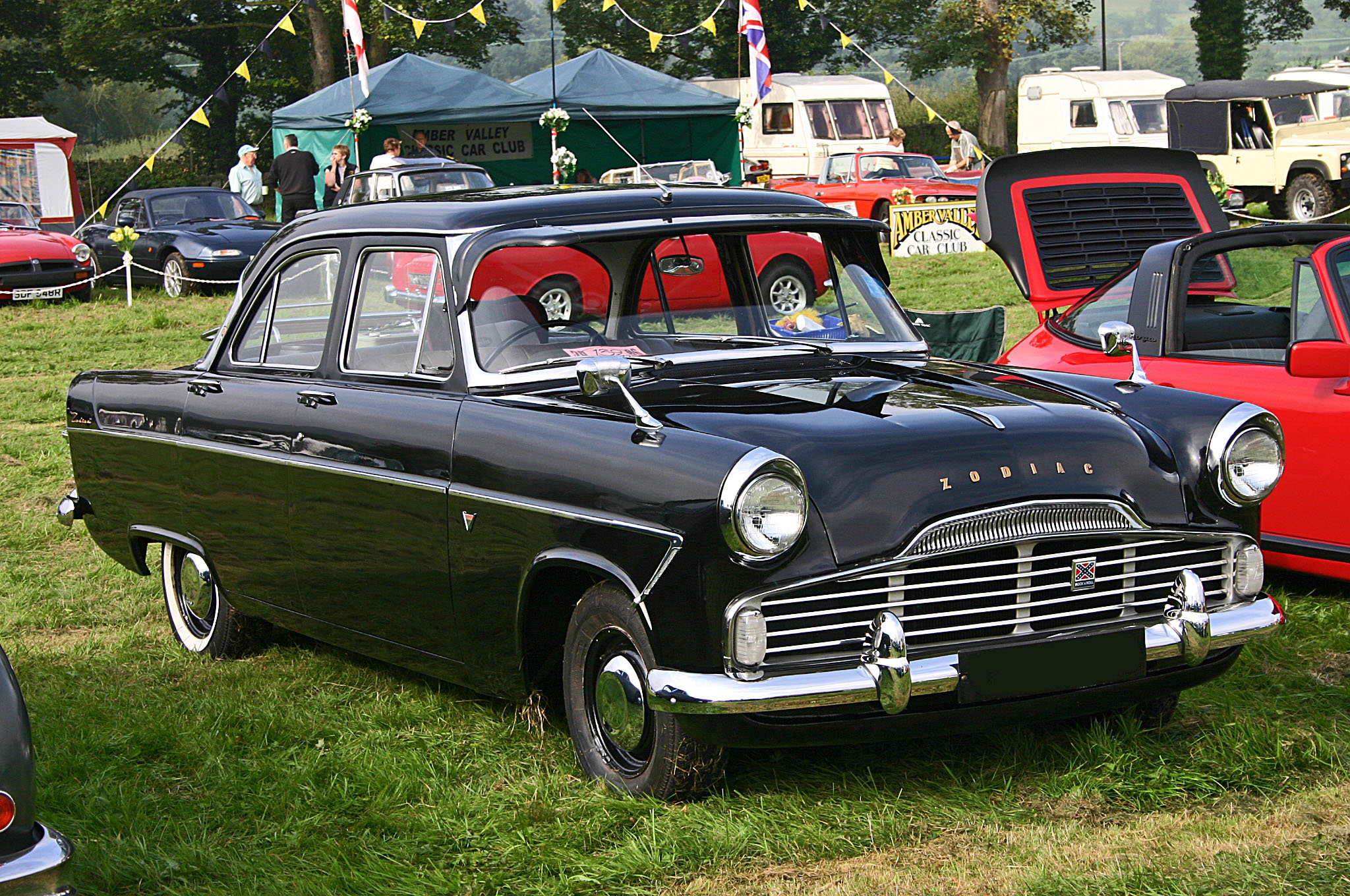
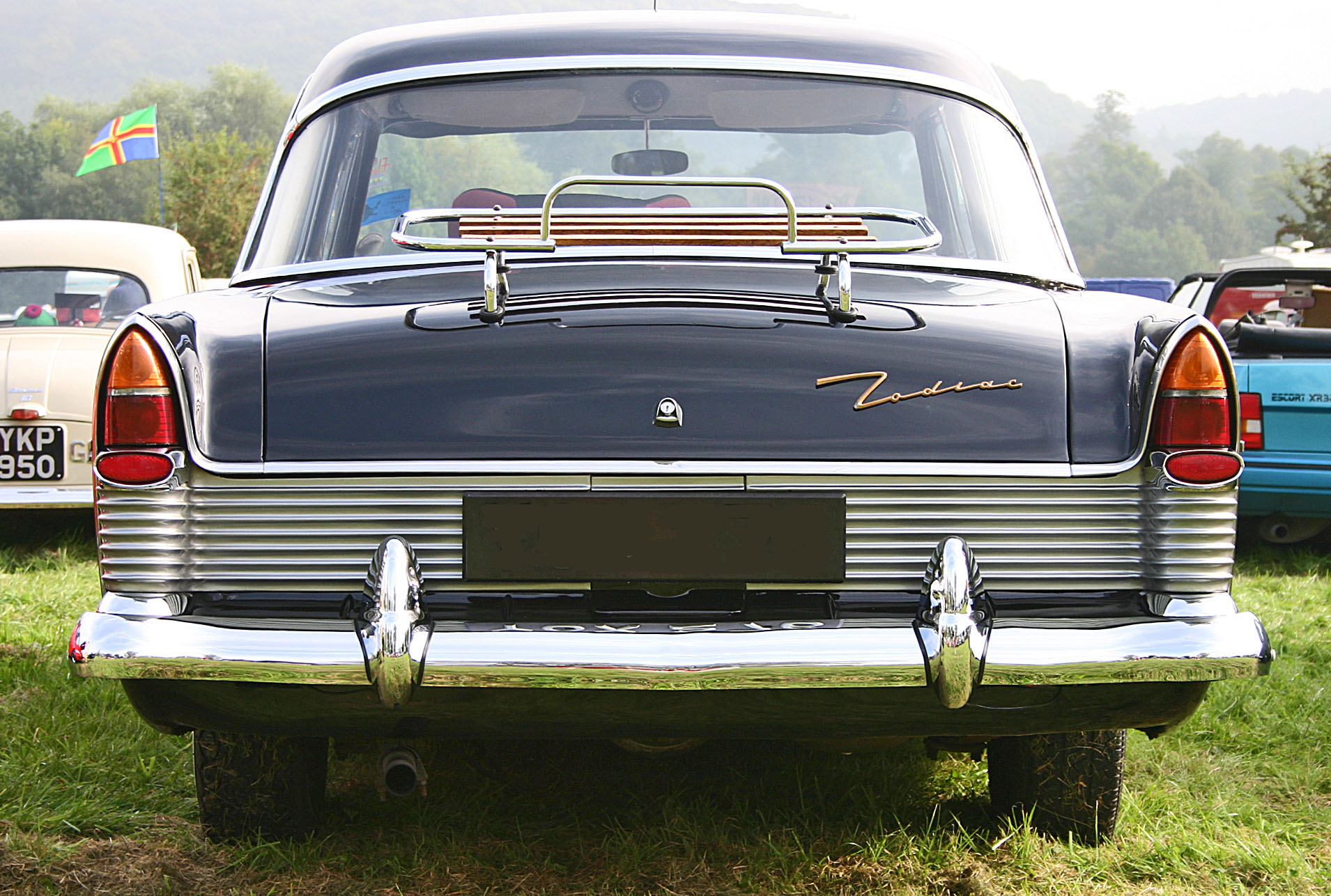
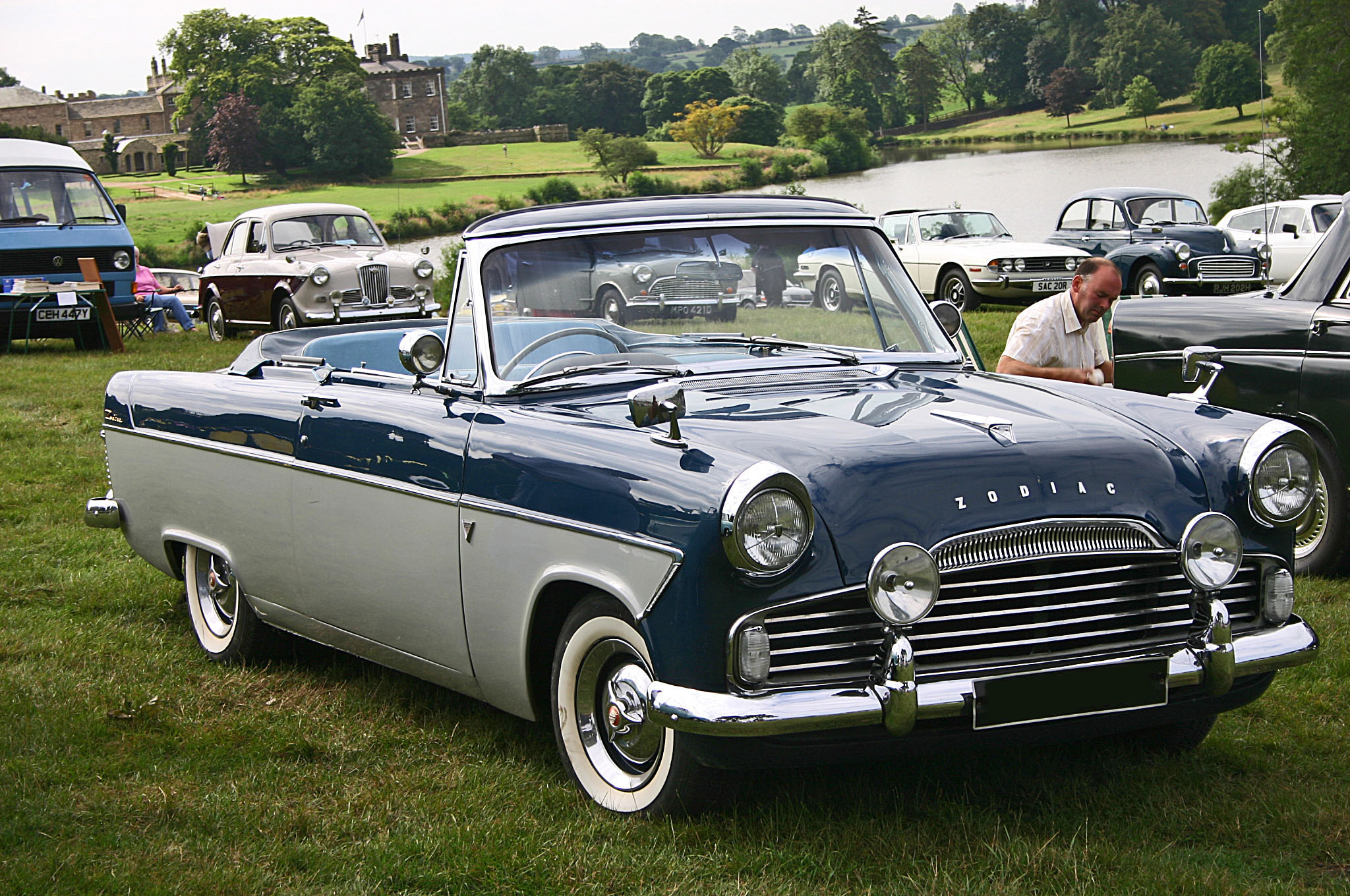
Convertible Zodiac

### Le familiari della Abbott
Questa serie di Zodiac venne anche assemblata in versione familiare dalla Carrozzeria Abbott.

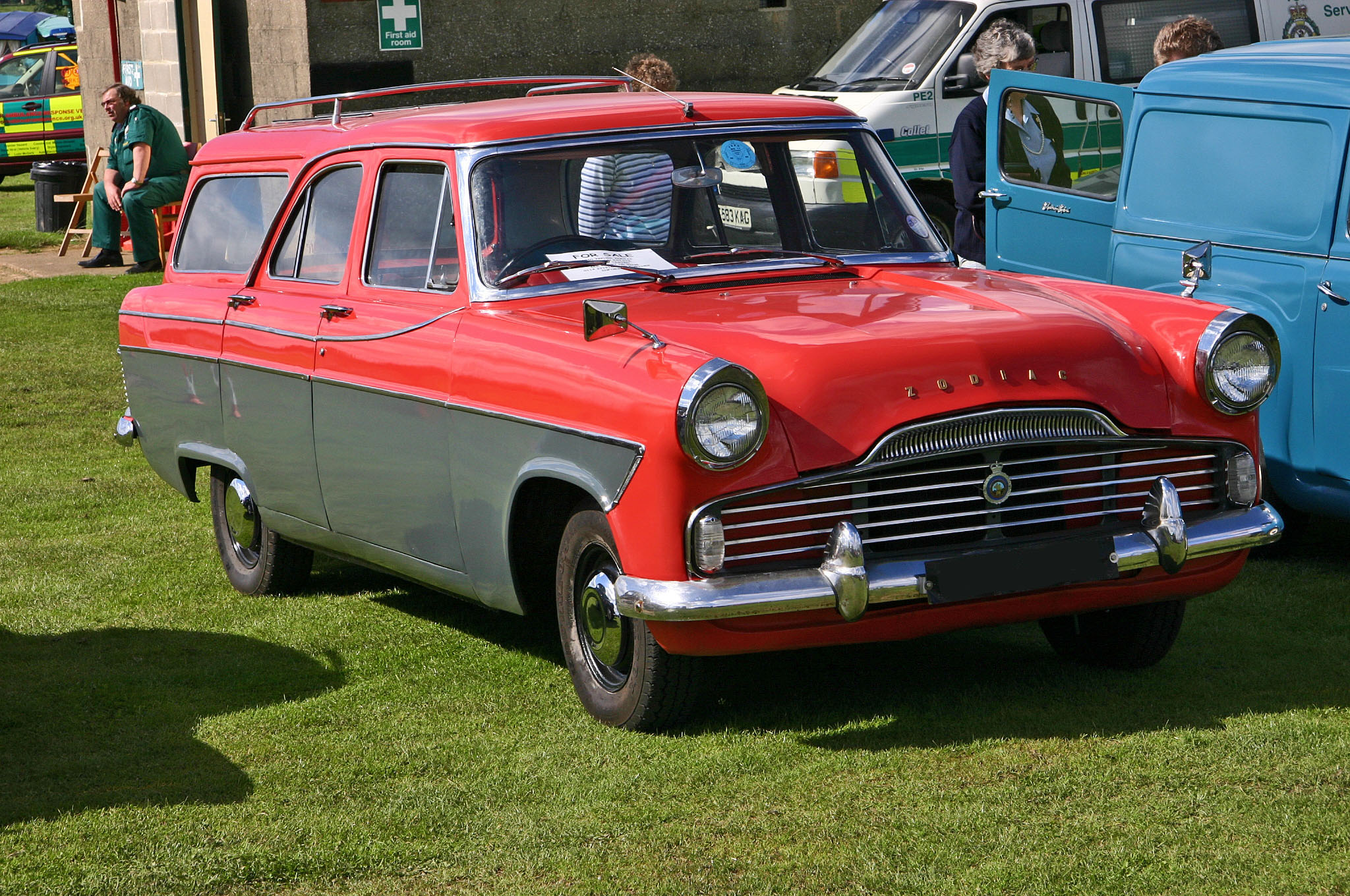
Una Ford Zodiac Mark II 206E familiare della Abbott
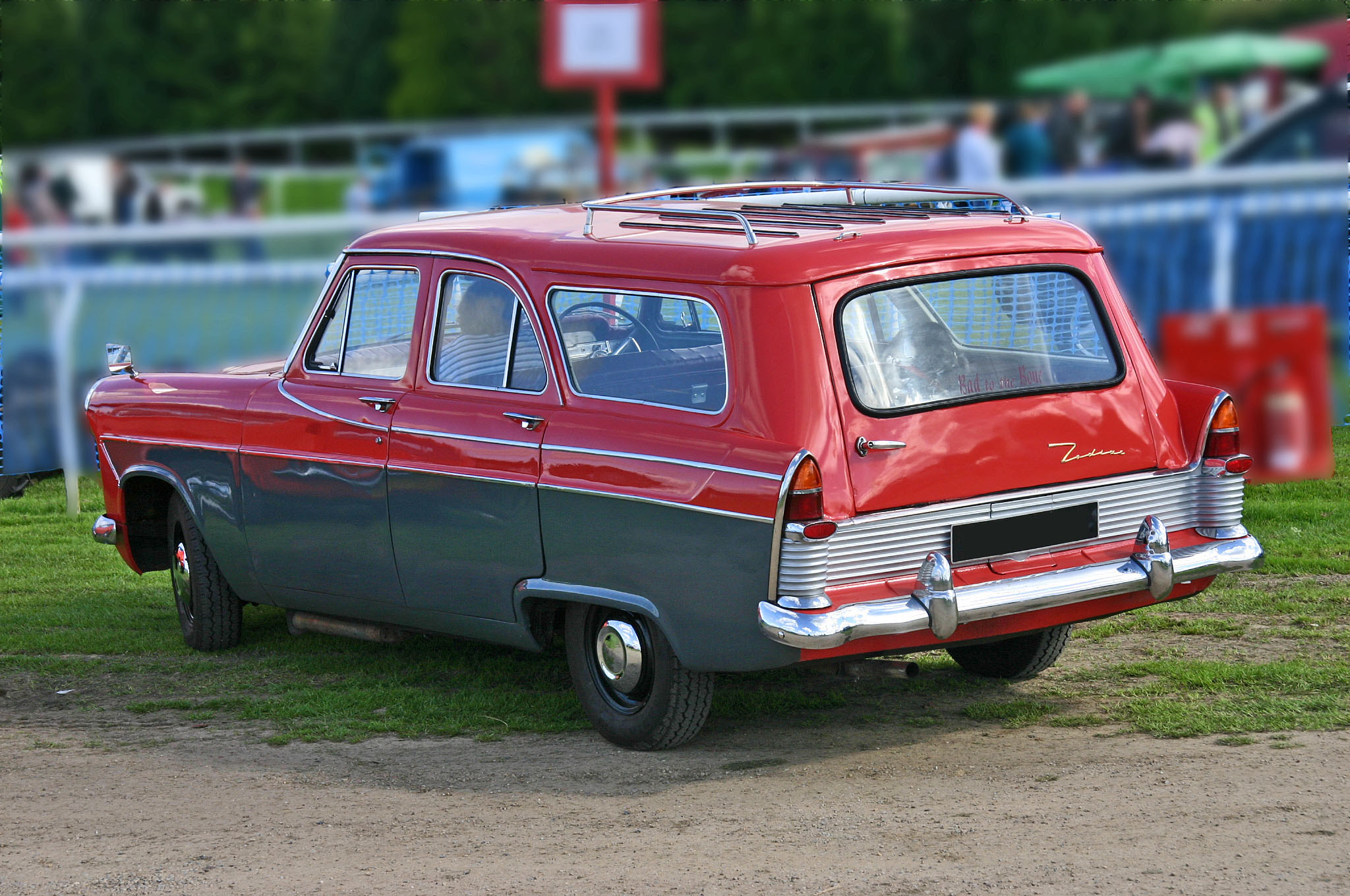
Vista posteriore di una Ford Zodiac Mark II 206E familiare della Abbott
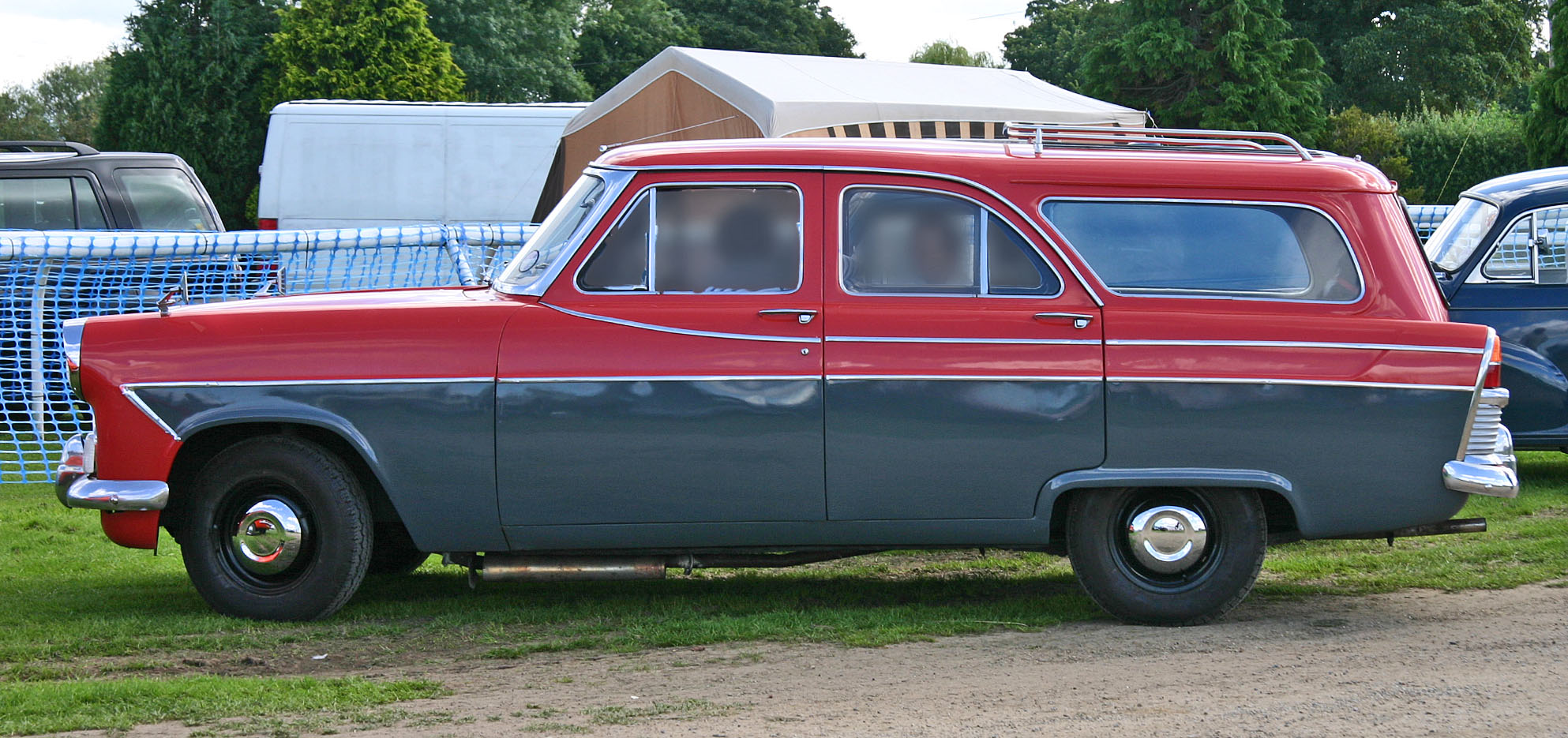
Vista laterale di una Ford Zodiac Mark II 206E familiare della Abbott
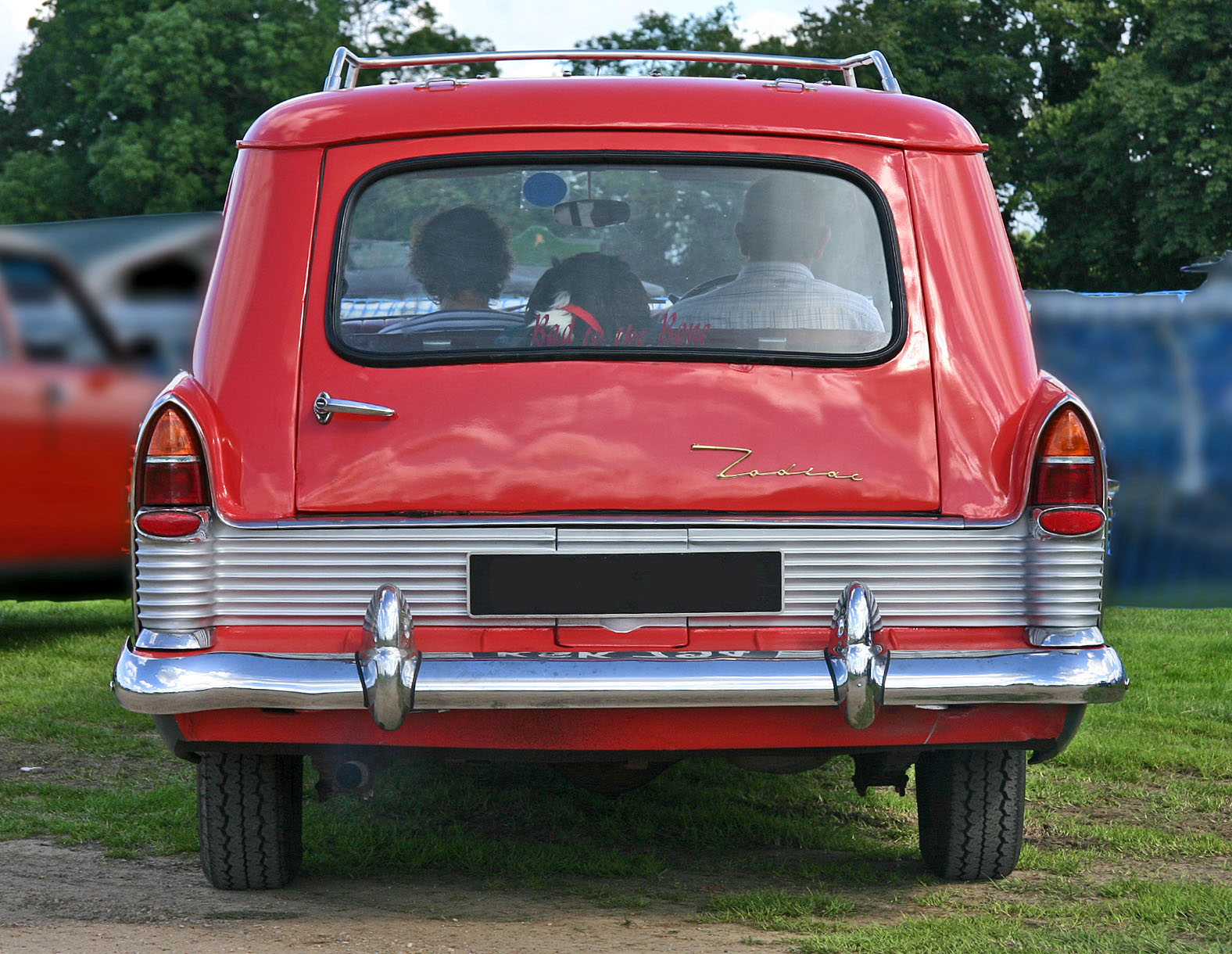
La coda di una Ford Zodiac Mark II 206E familiare della Abbott

## Terza serie (Mark III, 1962-1966)

### La Zephyr 4 Mark III
Invece di chiamare la versione più piccola della Consul con lo stesso nome della “vettura madre”, la Ford britannica denominò questo modello Zephyr 4, dove  “4” indicava il numero dei cilindri del motore. Questo propulsore aveva una cilindrata di 1.703 cm³, possedeva quattro cilindri in linea e derivava dai propulsori montati sulla Consul.
Il cambio montato di serie era manuale a quattro rapporti sincronizzati. Erano disponibili come optional l'overdrive e il cambio automatico.
Le altezze e i pesi dei modelli dipendevano dal tipo di versione: la berlina era alta 1 454 mm e pesava 1 168 kg, mentre la familiare 1 467 mm e 1 321 kg.

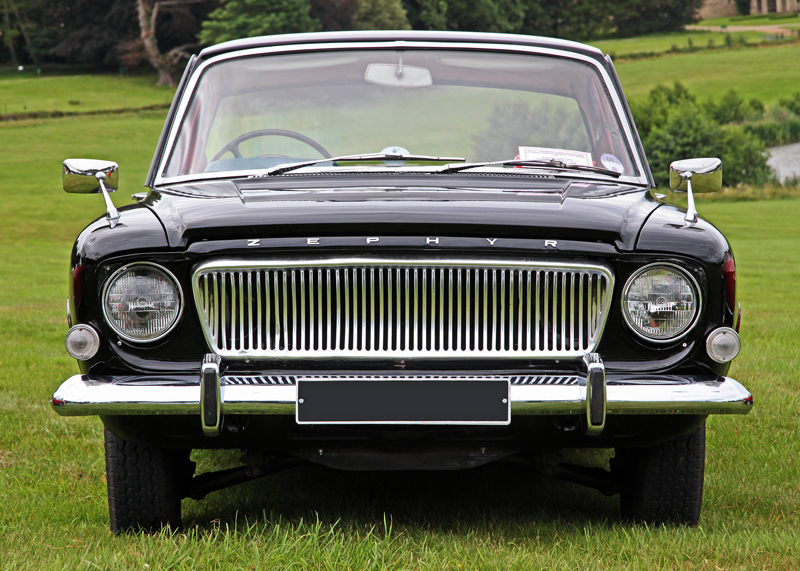
Una Zephyr 4
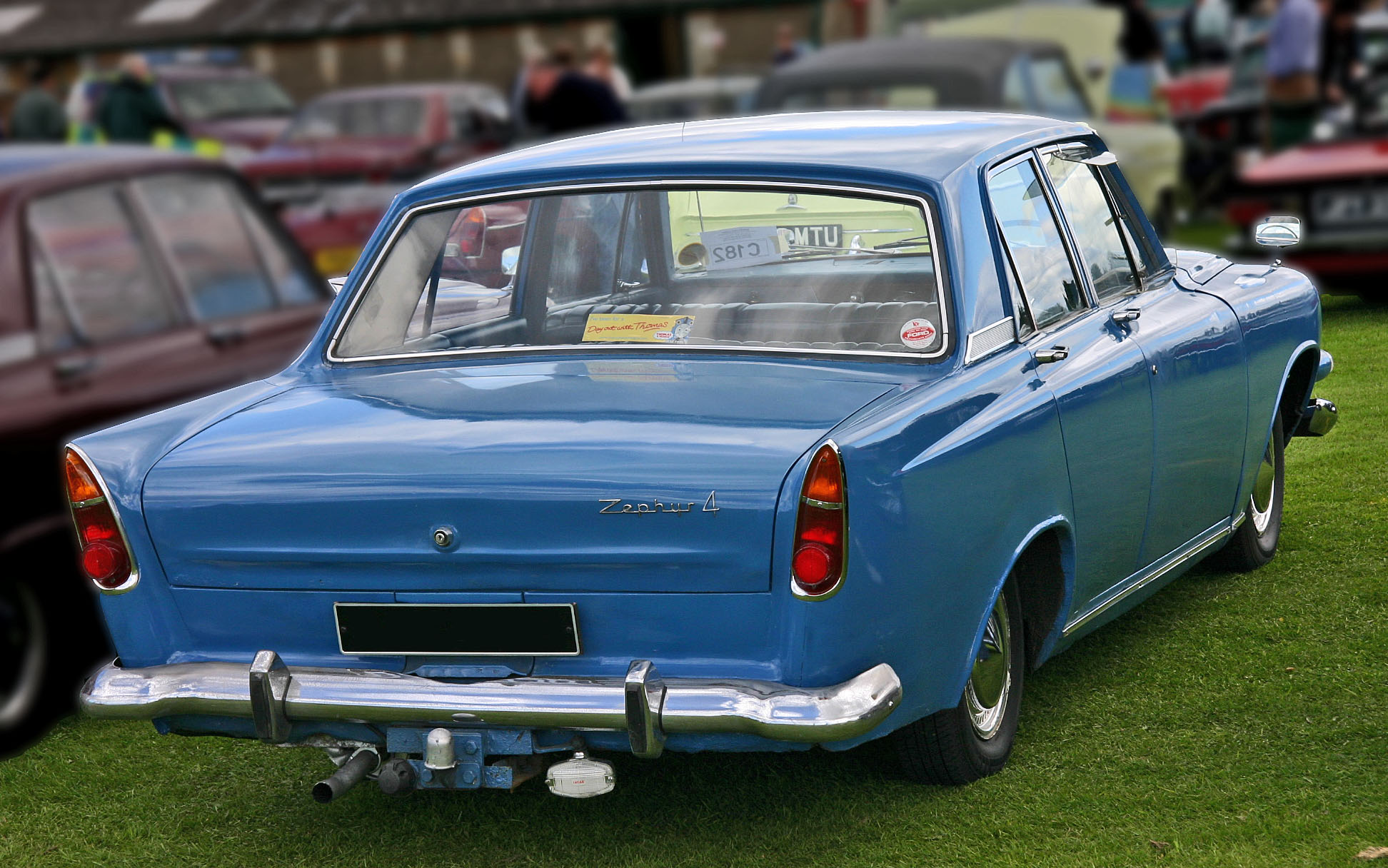
Una Zephyr 4
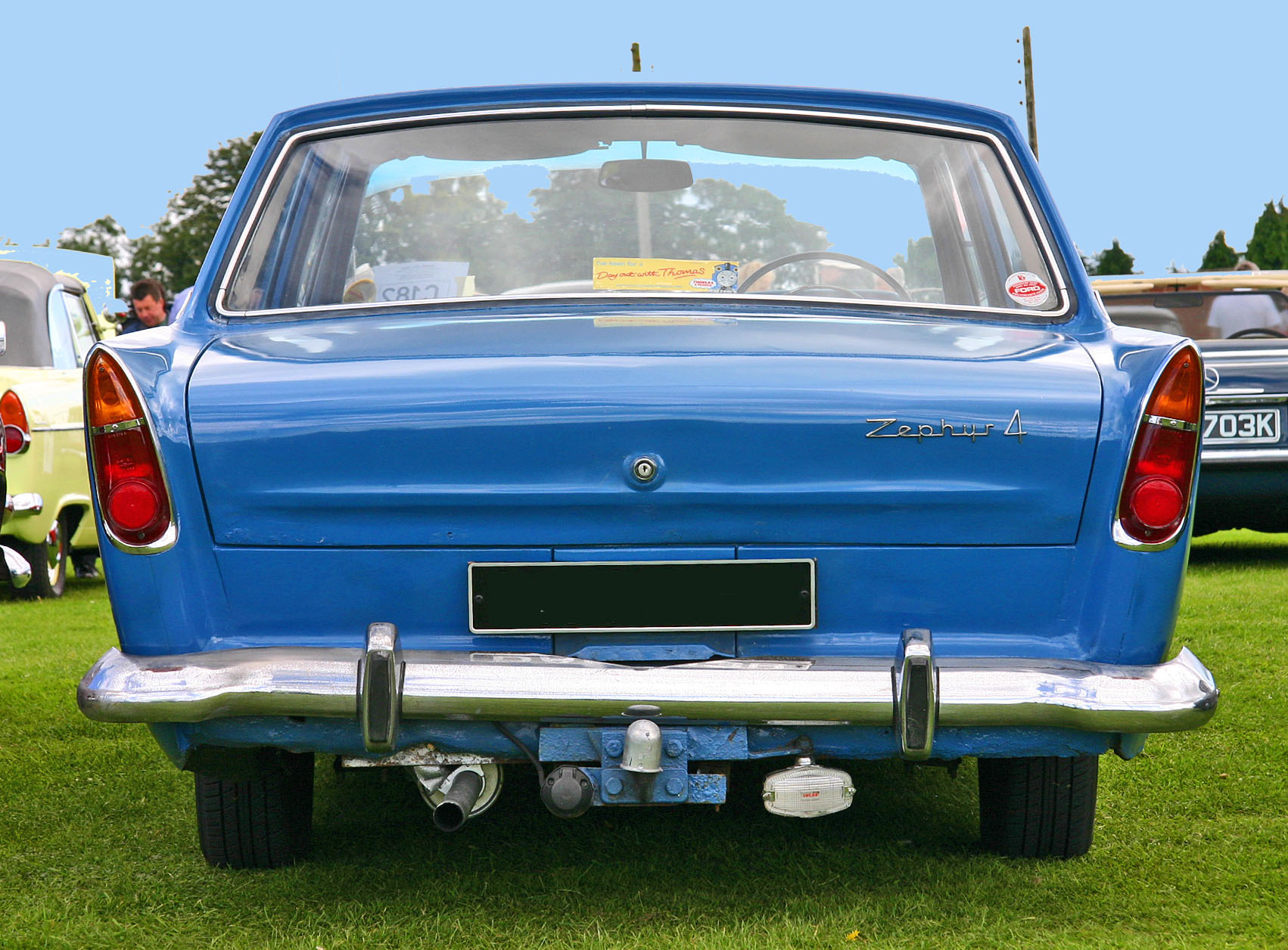
Una Zephyr 4

### La Zephyr 6 Mark III
Le Zephyr/Zodiac Mark III condividevano molti componenti meccanici, oltre che il telaio, con la Mark II, ma possedevano un corpo vettura più robusto. L'esterno della vettura fu progettato da Roy Brown, che progettò anche vetture Edsel e la Cortina, sebbene la parte posteriore si ispirava al design di Pietro Frua. A differenza della Zephyr 4, la Zephyr 6 possedeva una larga calandra che includeva dei fanali avvolgenti. Comunque, la lunghezza e la larghezza totali erano le stesse per entrambe le versioni della Zephyr. Anche la cilindrata del motore era la medesima, 2.553 cm³. Ciò che era differente in quest'ultimo era il rapporto di compressione, e questo portò a incremento della potenza di 20 CV, oltre che a un maggiore range di giri in cui sfruttare la coppia motrice.

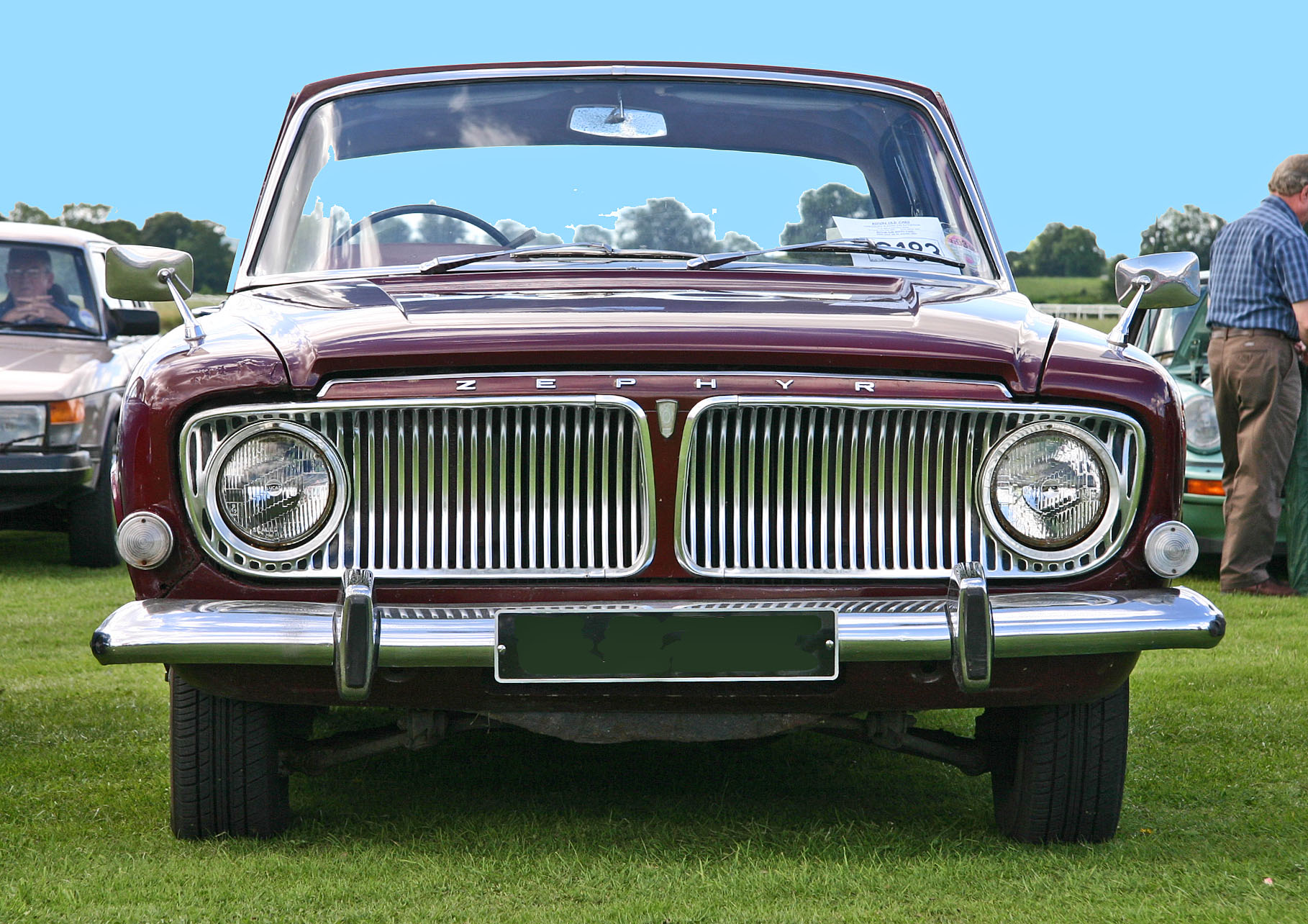
Una Ford Zephyr 6
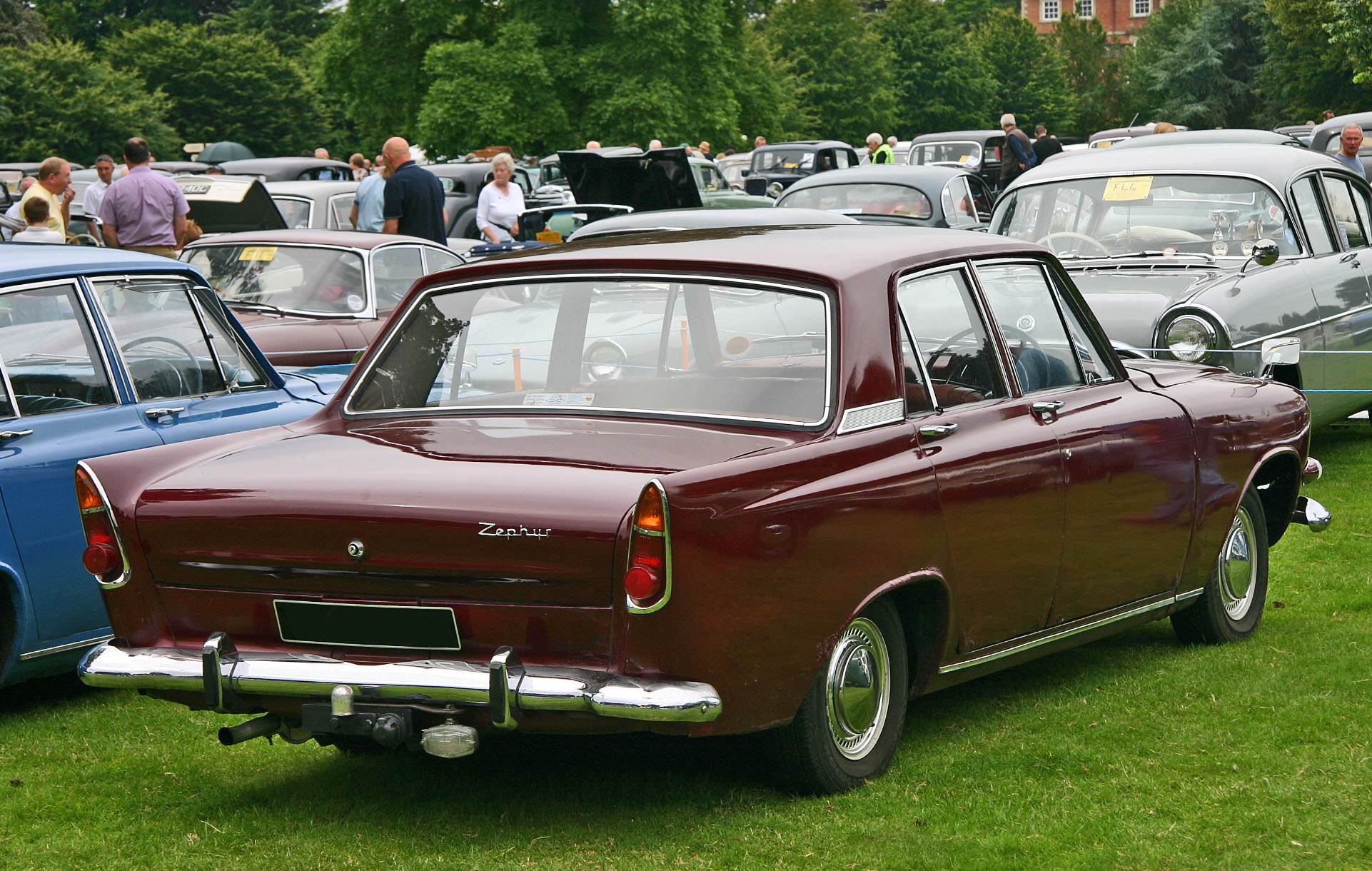
Una Ford Zephyr 6
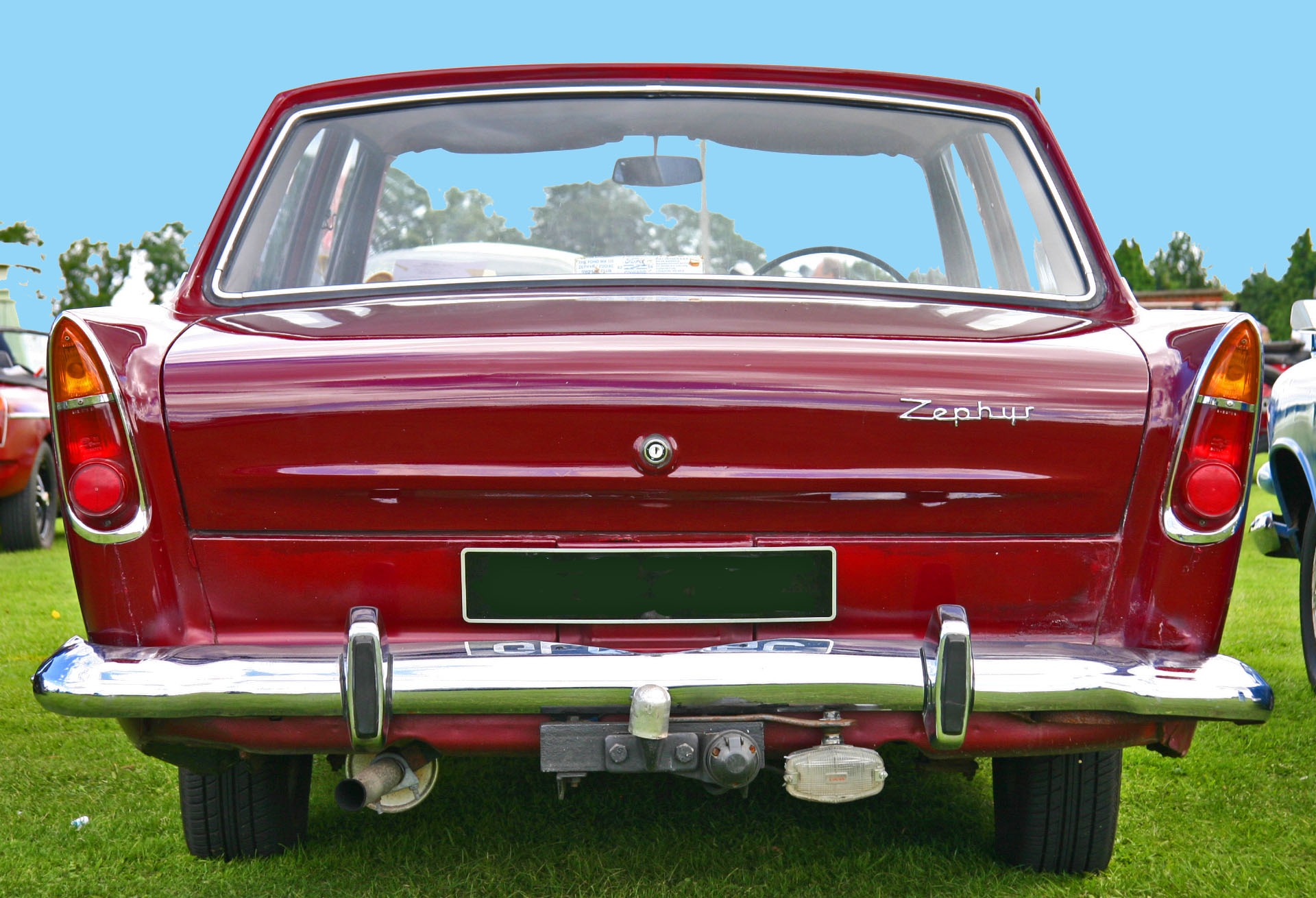
Una Ford Zephyr 6

Vennero costruite solamente le versioni berlina e familiare. Quest'ultima era convertita dalla Carrozzeria Abbott.

### Le familiari della Abbott

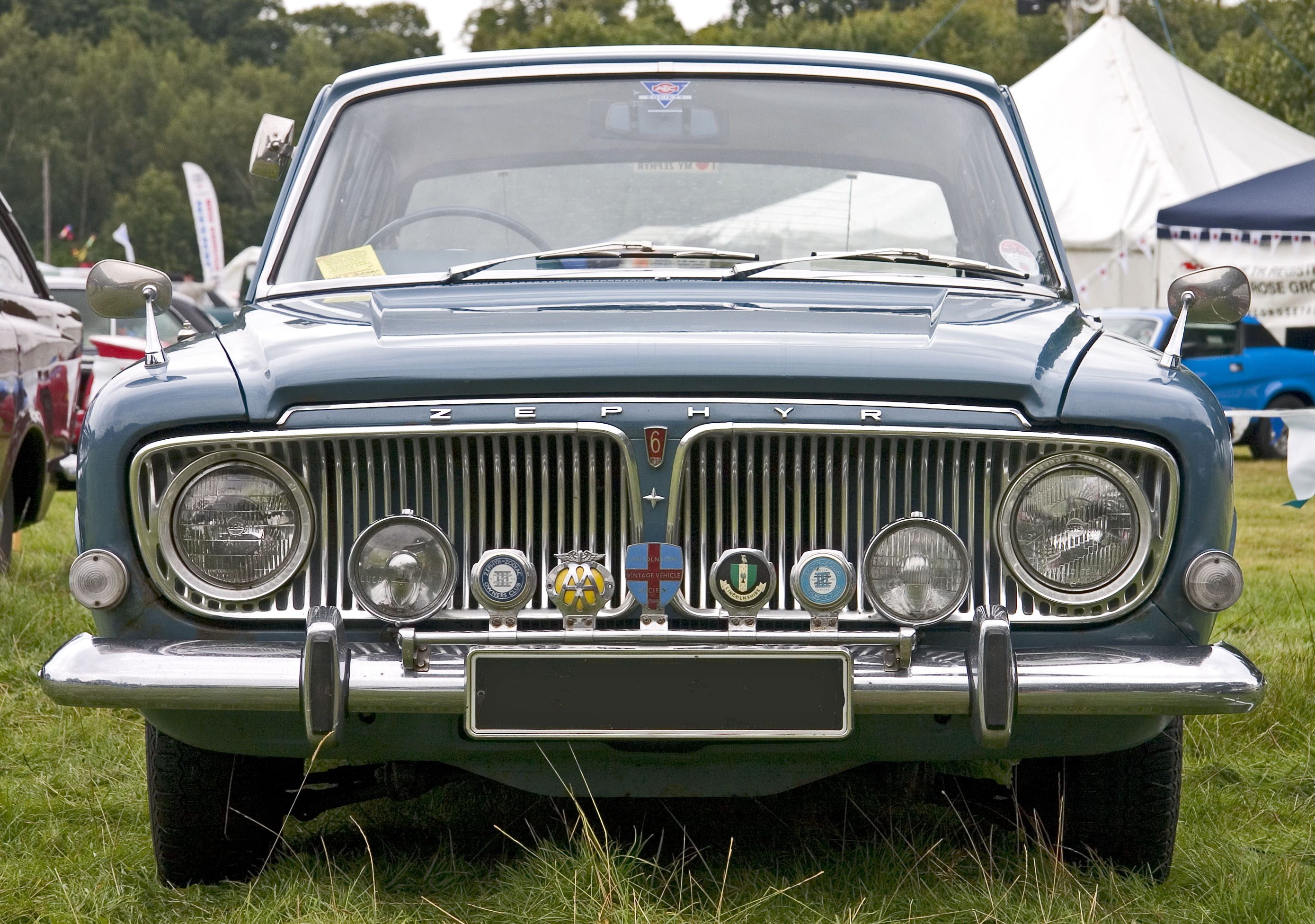
Una Ford Zephyr 6 familiare carrozzata da Abbott
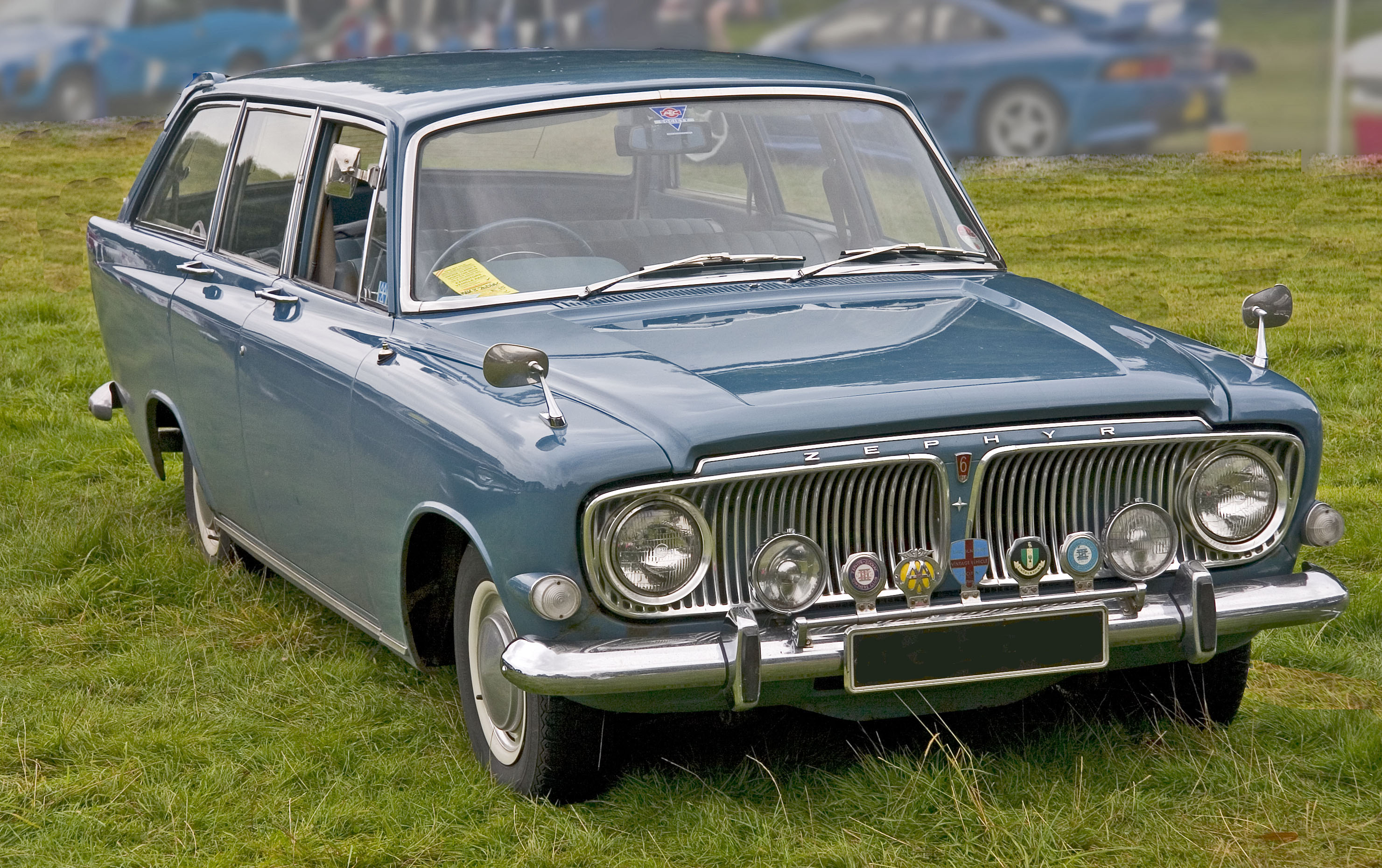
Vista frontale di una Ford Zephyr 6 familiare carrozzata da Abbott
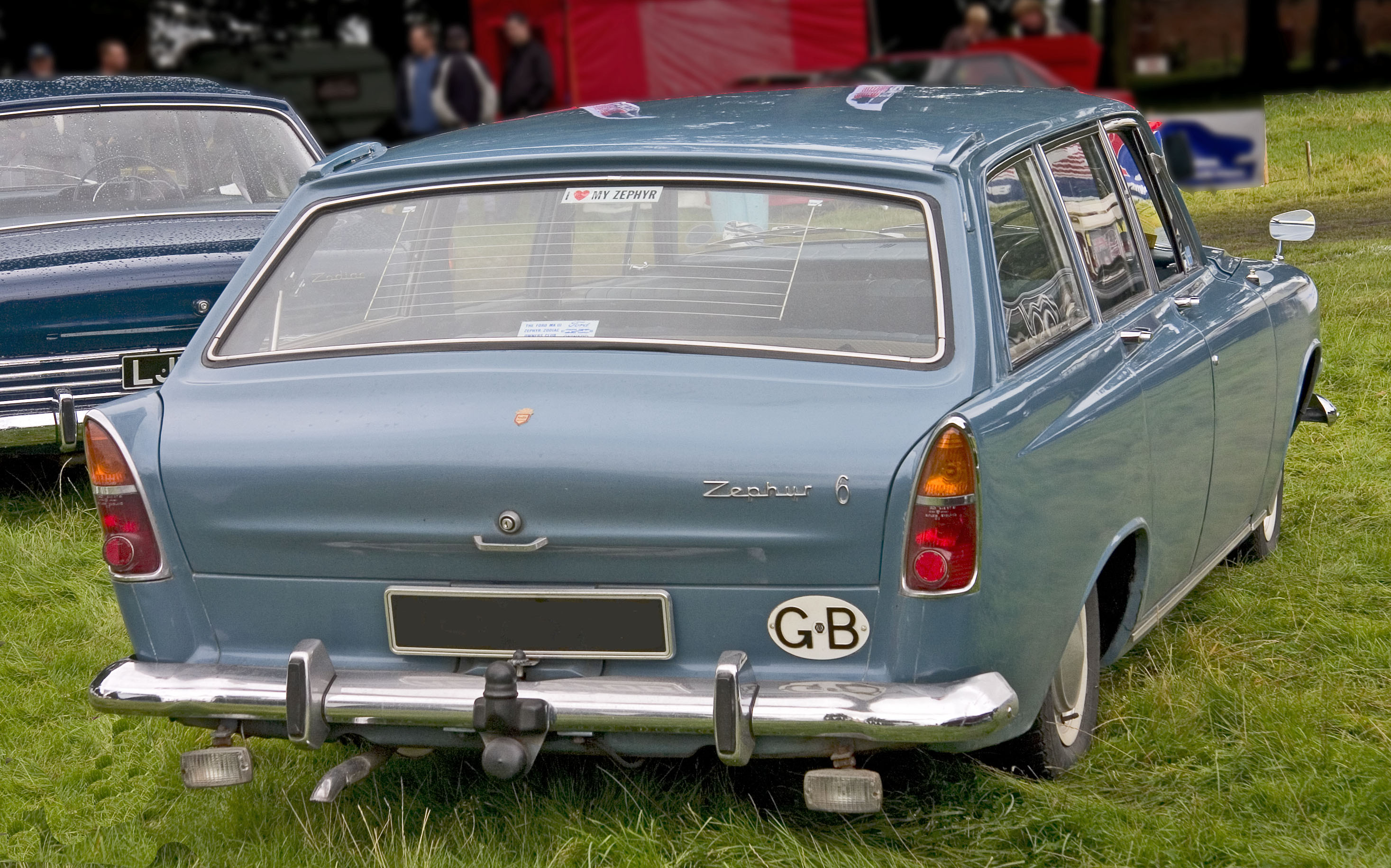
Vista posteriore di una Ford Zephyr 6 familiare carrozzata da Abbott
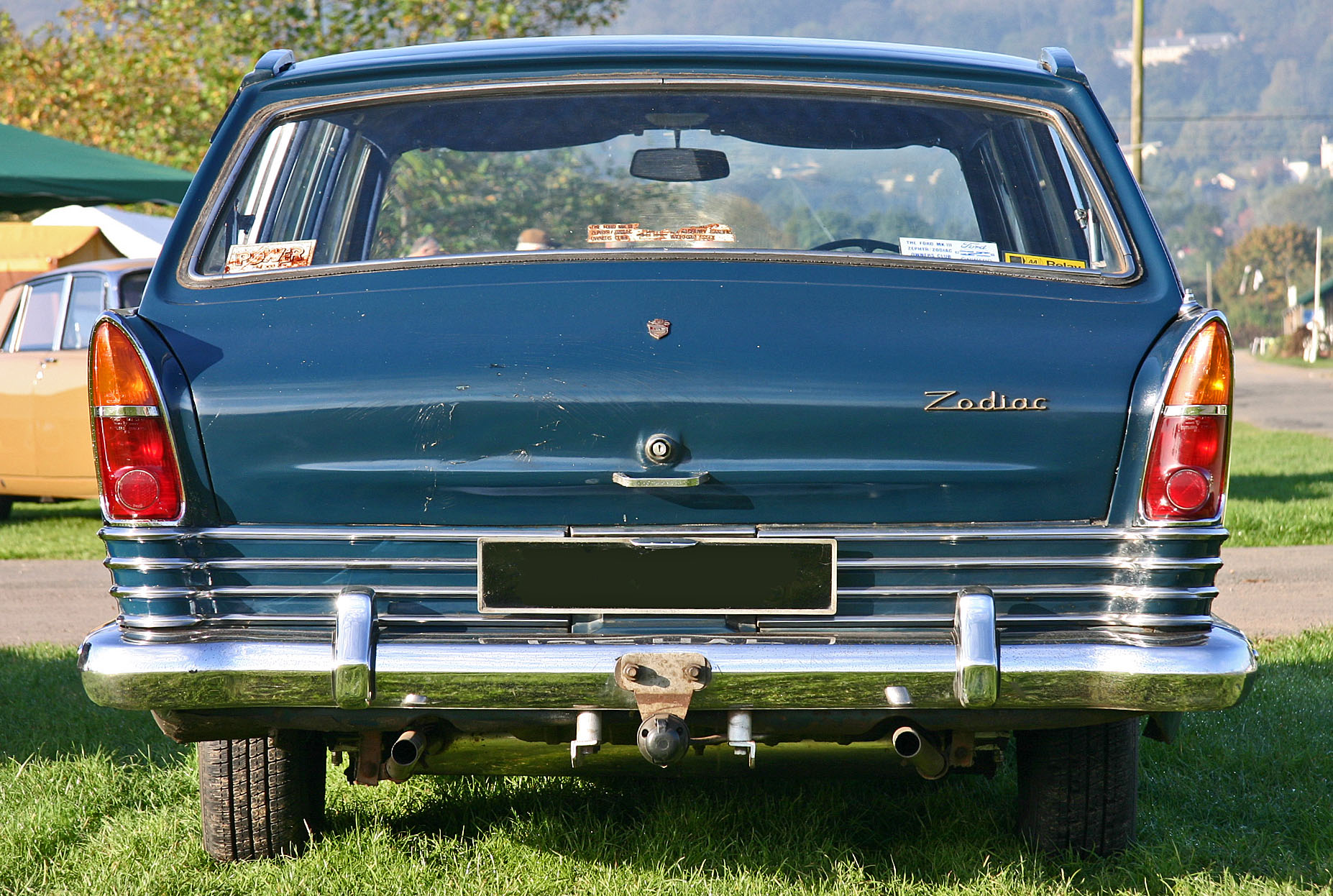
La coda di una Ford Zephyr 6 familiare carrozzata da Abbott

### La Zodiac Mark III
La Zodiac fu la versione di punta della Zephyr 6, ma differiva da quest'ultimo modello dal tipo di portiere (che erano tipo-limousine), dal padiglione (con montante posteriore più sottile) e dalla coda più affilati, dalla calandra (quattro fanali al posto di due), dagli esclusivi paraurti e sedili, dalla tappezzeria ricercata, dal cruscotto e da altri dettagli interni. Era possibile la scelta tra i sedili singoli o a divanetto, che potevano essere foderati in tessuto o pelle. Le portiere anteriori e i lamierati del cofano erano condivisi con la Zephyr 6. La versione Execute possedeva delle rifiniture lussuose.
Il motore era a sei cilindri in linea, aveva una cilindrata di 2.553 cm³ ed era alimentato da un singolo carburatore. Questo propulsore, rispetto a quello della serie precedente, venne rivisto e ora la potenza erogata era di 109 CV. Venne anche montato una cambio sincronizzato a quattro rapporti con leva installata sul pavimento.
Un esemplare berlina venne provato dalla rivista specializzata The Motor nel 1962. Fu registrata una velocità massima di 162,1 km/h e un'accelerazione da 0 a 97 km/h di 13,4 secondi. Il consumo di carburante fu di 12,5 L/100 km. Il modello utilizzato nel test costava 1 070 sterline.

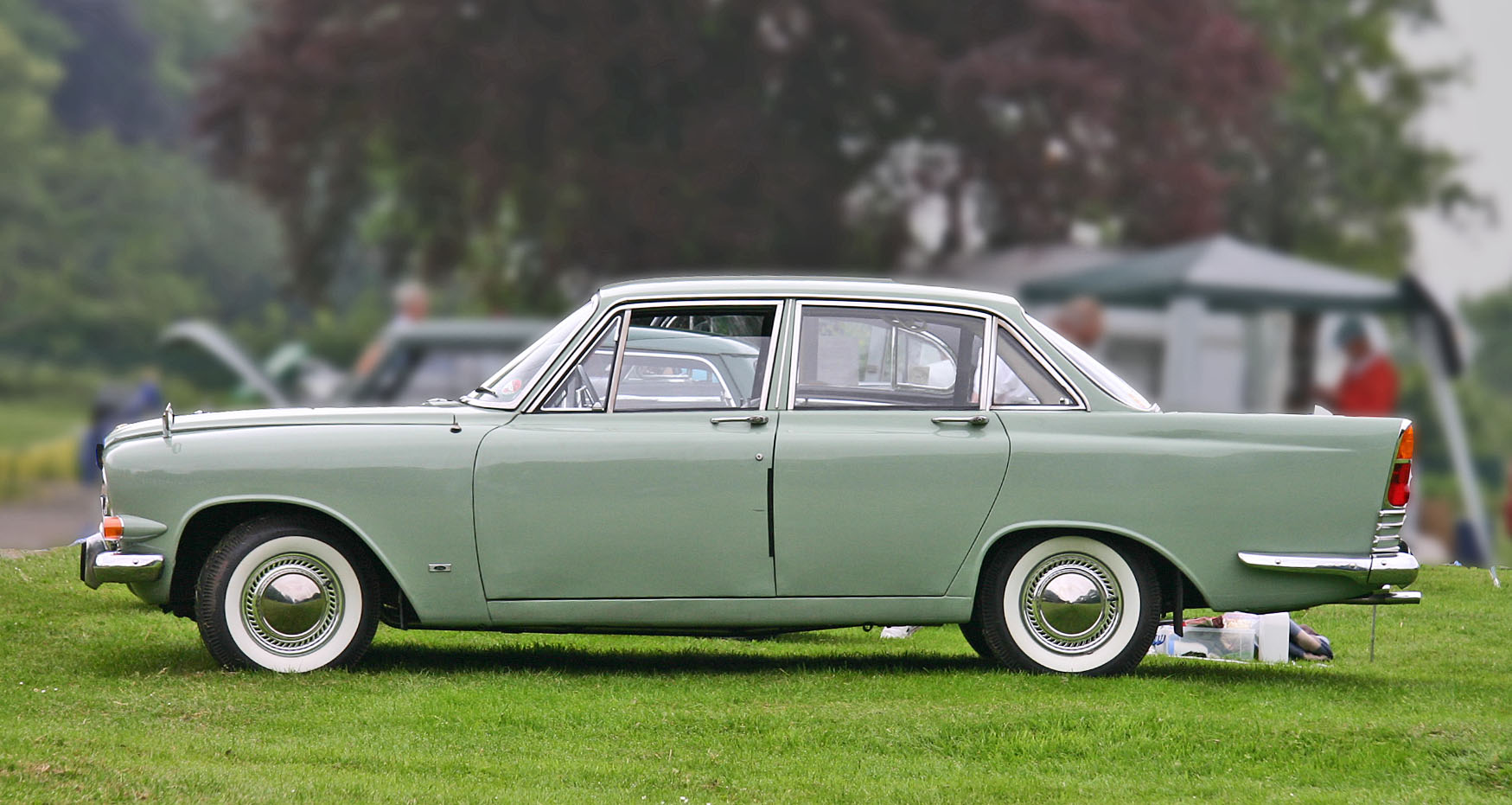
Una Ford Zodiac Mark III (213E)
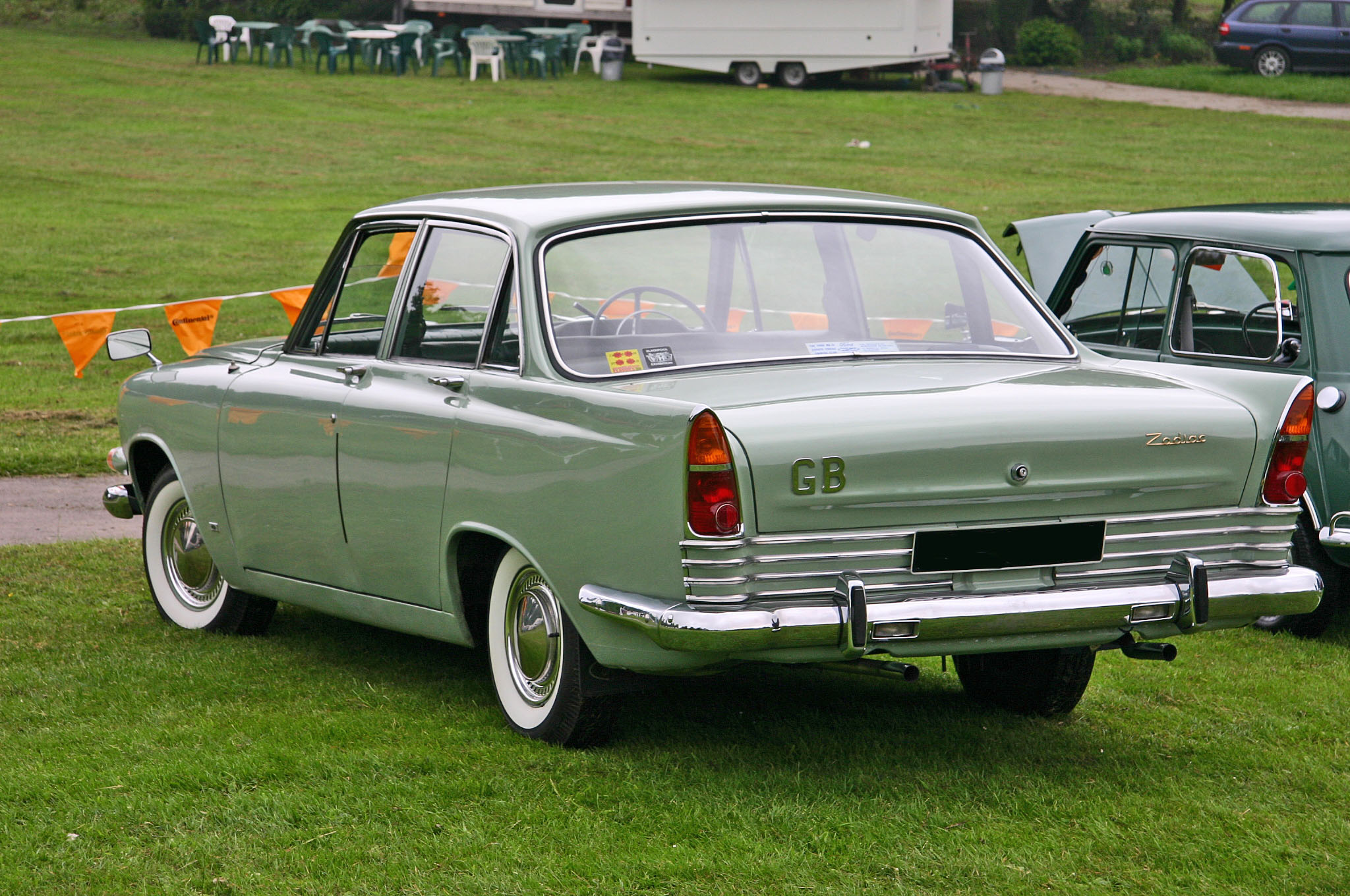
Vista posteriore di una Ford Zodiac Mark III (213E)
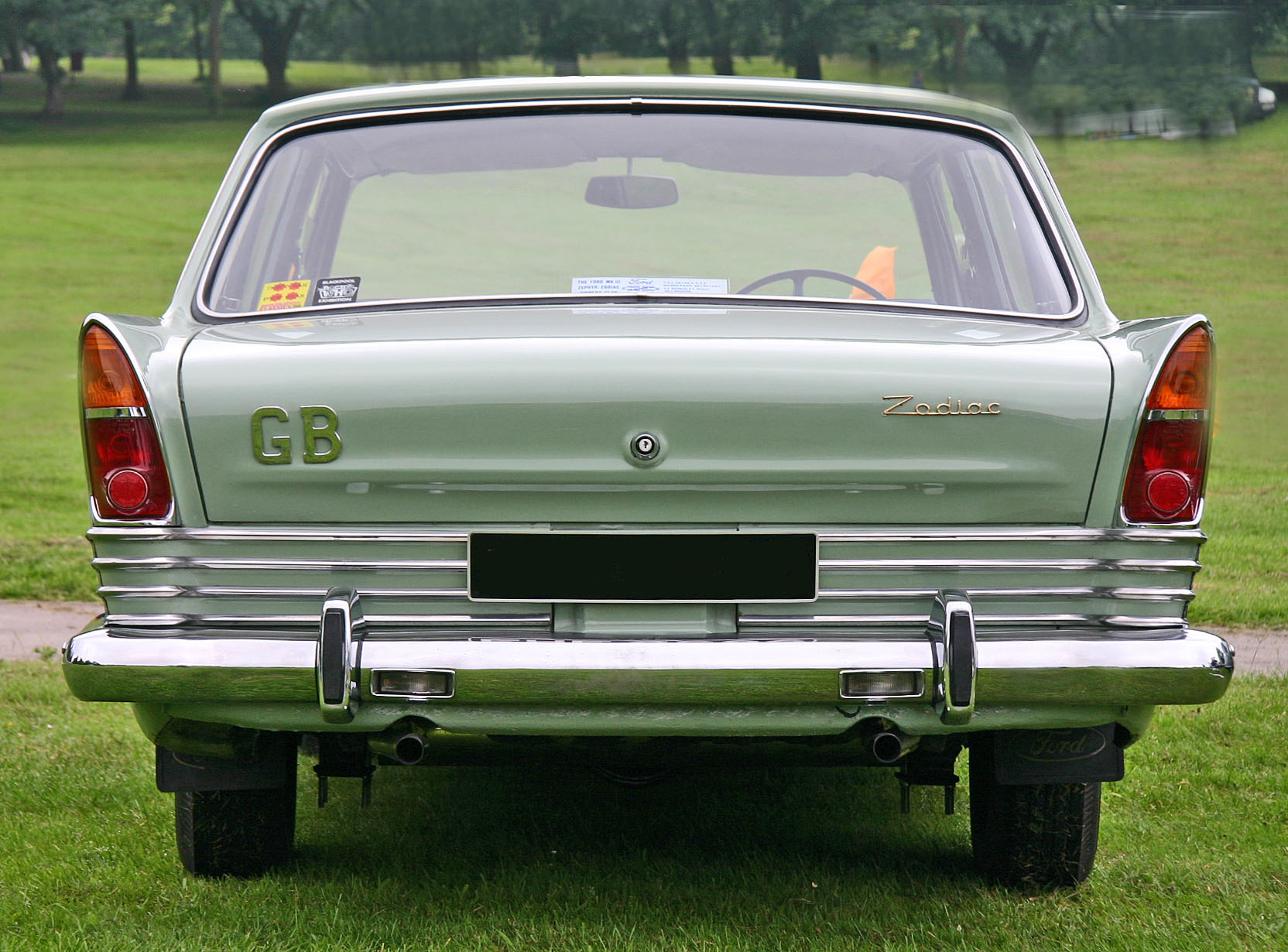
La coda di una Ford Zodiac Mark III (213E)

## Quarta serie (Mark IV, 1966-1972)

### La Zephyr Mark IV
Nel 1961, la Ford iniziò una completa riprogettazione della Zephyr sotto il nome di “progetto Panda”. Poiché l'auto utilizzava i nuovi motori a V, il tradizionale cofano allungato presente fino a quel momento creò problemi, finché Harley Copp, ingegnere incaricato del progetto, richiese che l'auto fosse più larga e avesse maggior spazio interno, proponendo di montare la ruota di scorta a monte del radiatore, in un angolo. Il risultato fu un veicolo simile, nelle dimensioni, della Ford Fairlane americana.
La Mark IV fu lanciata nella primavera del 1966 con i nuovi motori a V. Il primo, un V4, aveva una cilindrata di 1.996 cm³, mentre il secondo, un V6, era da 2.495 cm³. Erano anche presenti delle sospensioni indipendenti e dei freni a disco servoassistiti sulle quattro ruote.
Nel novembre del 1966 venne annunciata l'introduzione di una versione da esportazione della Zephyr Mark IV, che combinava il motore da 3 L di cilindrata della Zodiac con altre specifiche tecniche che appartenevano alle Zephyr dell'epoca. Questo modello speciale non era offerto nel Regno Unito.
Le critiche che i primi esemplari ricevettero sulla loro guidabilità portò all'installazione di pneumatici radiali sulle vetture con i motori più potenti, in luogo dei più convenzionali pneumatici a tele incrociate, con i quali tutte le versioni vennero equipaggiate al lancio avvenuto nel 1966, e il montaggio retroattivo di pneumatici radiali sui primi esemplari portò a un comportamento instabile del retrotreno su strada bagnata, giustificando gli investimenti della Ford in un nuovo e relativamente sofisticato retrotreno per la Mark IV. Un altro problema riscontrato fu la durezza del volante durante la sterzata. I vincoli di costo preclusero la possibilità di aggiungere un servosterzo alla Zephyr, ma durante la sua produzione, il rapporto di demoltiplicazione dello sterzo venne abbassato, il che ridusse lo sforzo necessario alle manovre di svolta aumentando il numero di giri totali del volante da 5,5 a 6,4. Un'altra modifica al motore a quattro cilindri fu la riprogettazione del comando valvole per eliminare il bisogno delle prime Mark IV di frequenti regolazioni delle punterie.
Le dimensioni del cofano erano enfatizzate dalle forme squadrate dei parafanghi. Inoltre, davanti al motore venne ricavato più spazio per il guidatore con il posizionamento della ruota di scorta.
Sebbene fosse un modello piuttosto alto di gamma, la Zephyr non fu un'auto particolarmente lussuosa. I sedili anteriori separati erano disponibili con un extra costo, ma il divanetto che era installato come standard era adatto per passeggeri non più alti di 1,72 m.
La versione familiare della Zephyr Mark IV fu presentata al pubblico durante il salone dell'automobile di Londra dell'ottobre del 1966. Le prime consegne iniziarono nel gennaio del 1967. Come per le prime Zephyr, i volumi di vendita non giustificavano una riorganizzazione per la produzione della familiare allo stabilimento Ford di Dagenham, e quindi le vetture vennero prodotte dalla Carrozzeria Abbott sulla base di berline finite e ricevute dalla Ford. Le Zephyr Mark IV familiari, come le Zodiac, possedevano un tettuccio in vinile. Il fatto di mantenere gli stessi gruppi ottici posteriori della berlina attirò però delle critiche dovute al fatto che essi tendevano a ridurre il varco di accesso del bagagliaio nella zona inferiore, specie se comparata con l'imboccatura del bagagliaio delle Ford Cortina con carrozzeria giardinetta.
Il peso dipendeva dal tipo di motore installato: la Zephyr con motore a quattro cilindri pesava 1 232 kg, mentre quella con motore a sei cilindri aveva un peso di 1 308 kg.

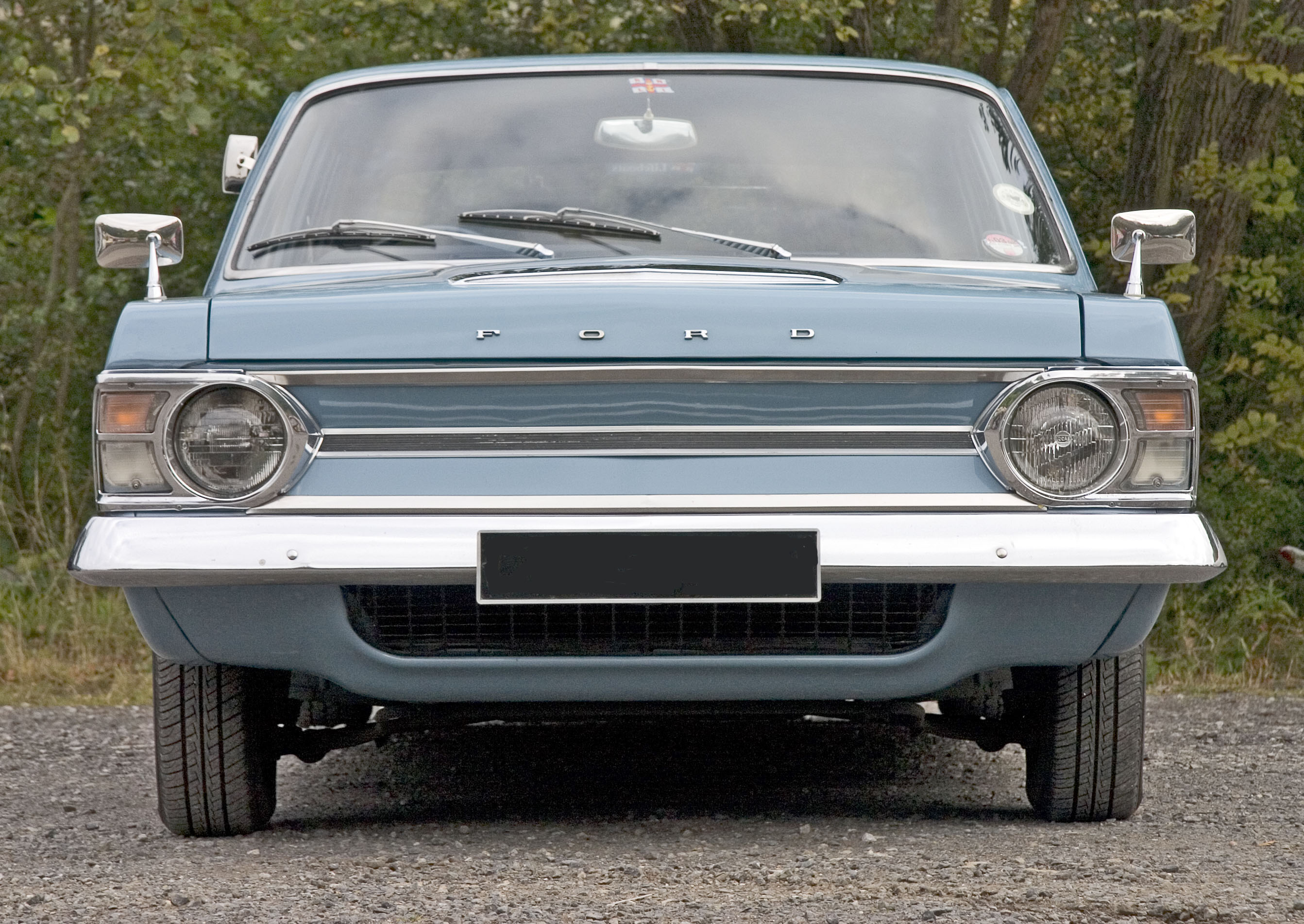
Una Ford Zephyr 4 Mark IV
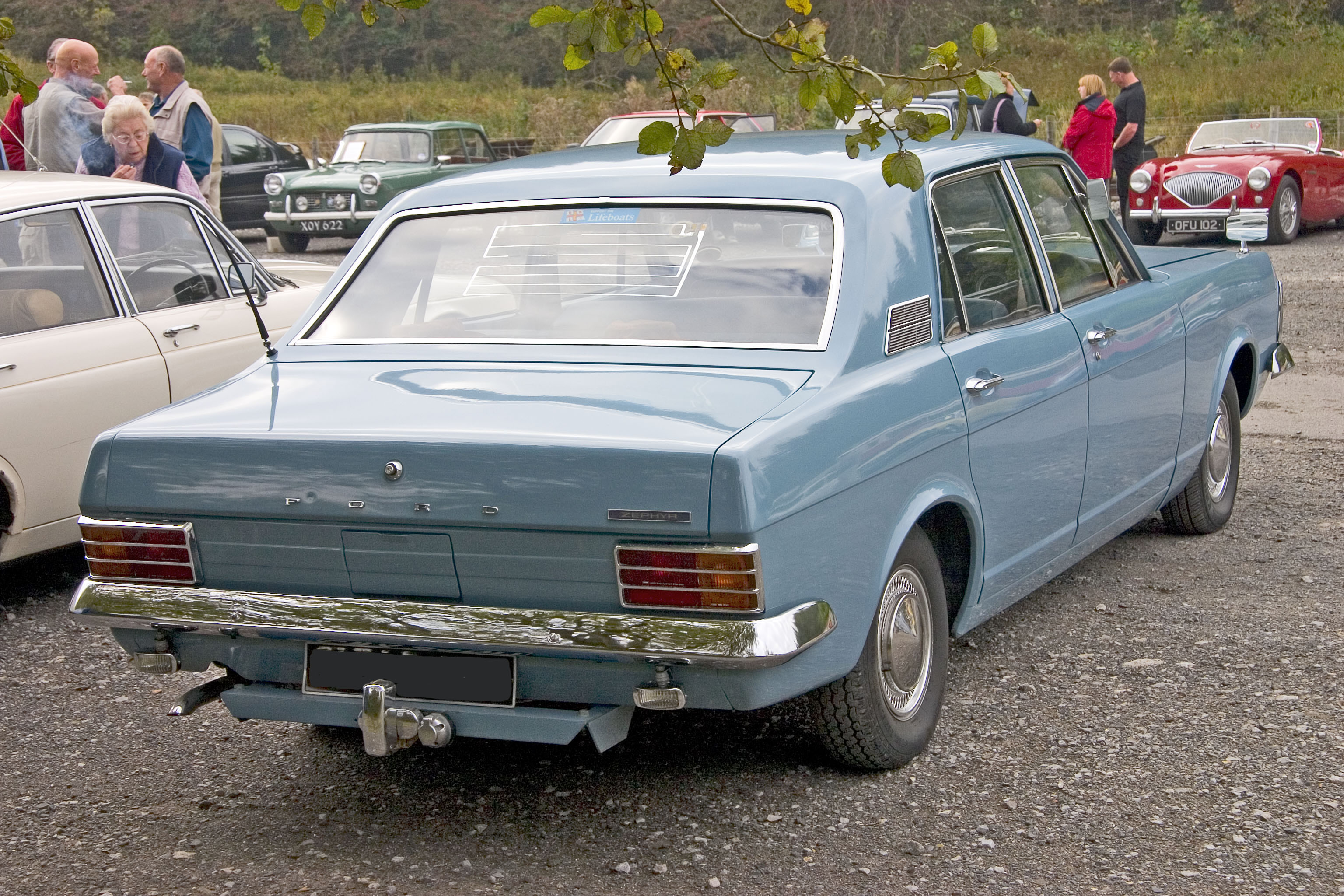
Vista posteriore di una Ford Zephyr 4 Mark IV
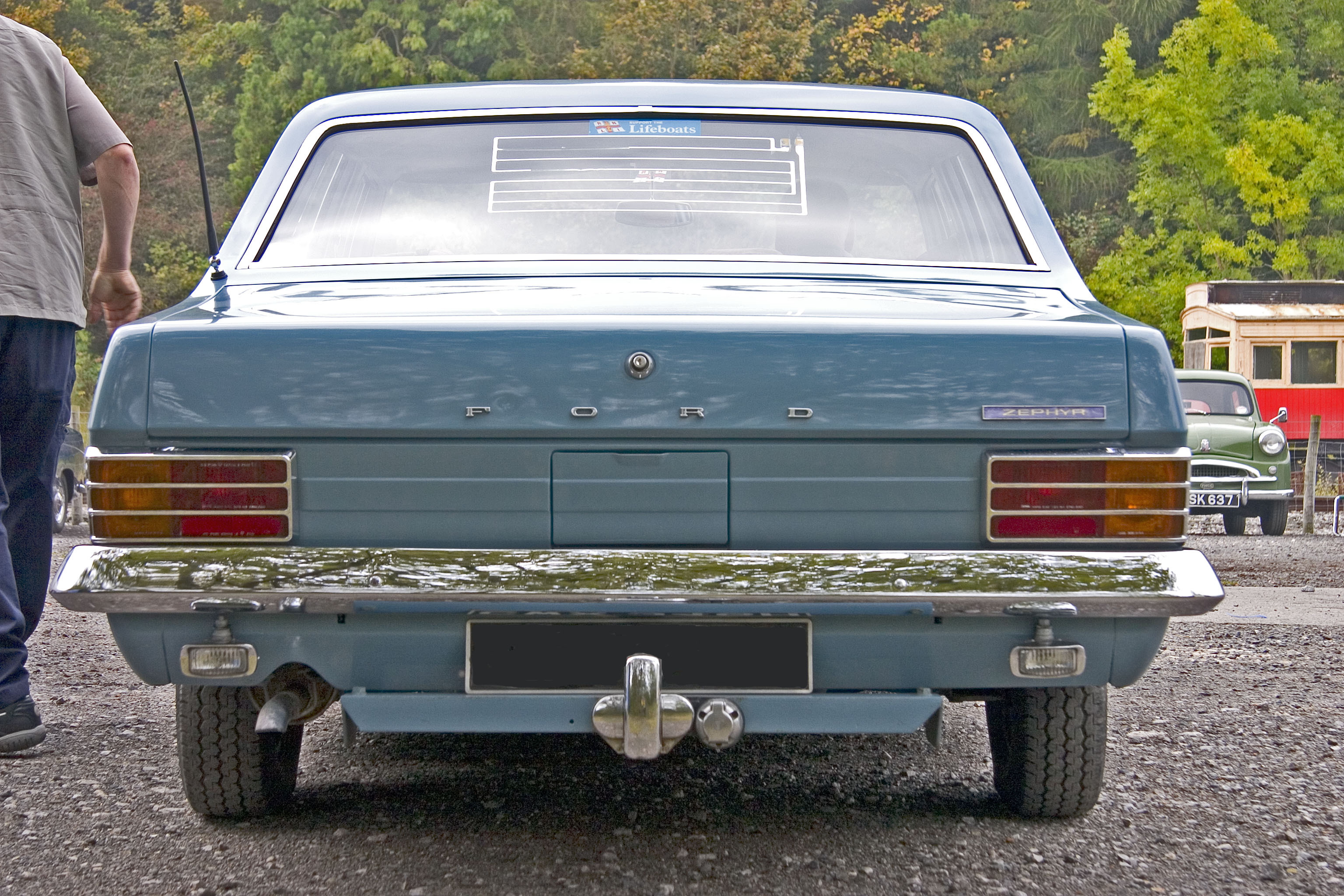
La coda di una Ford Zephyr 4 Mark IV

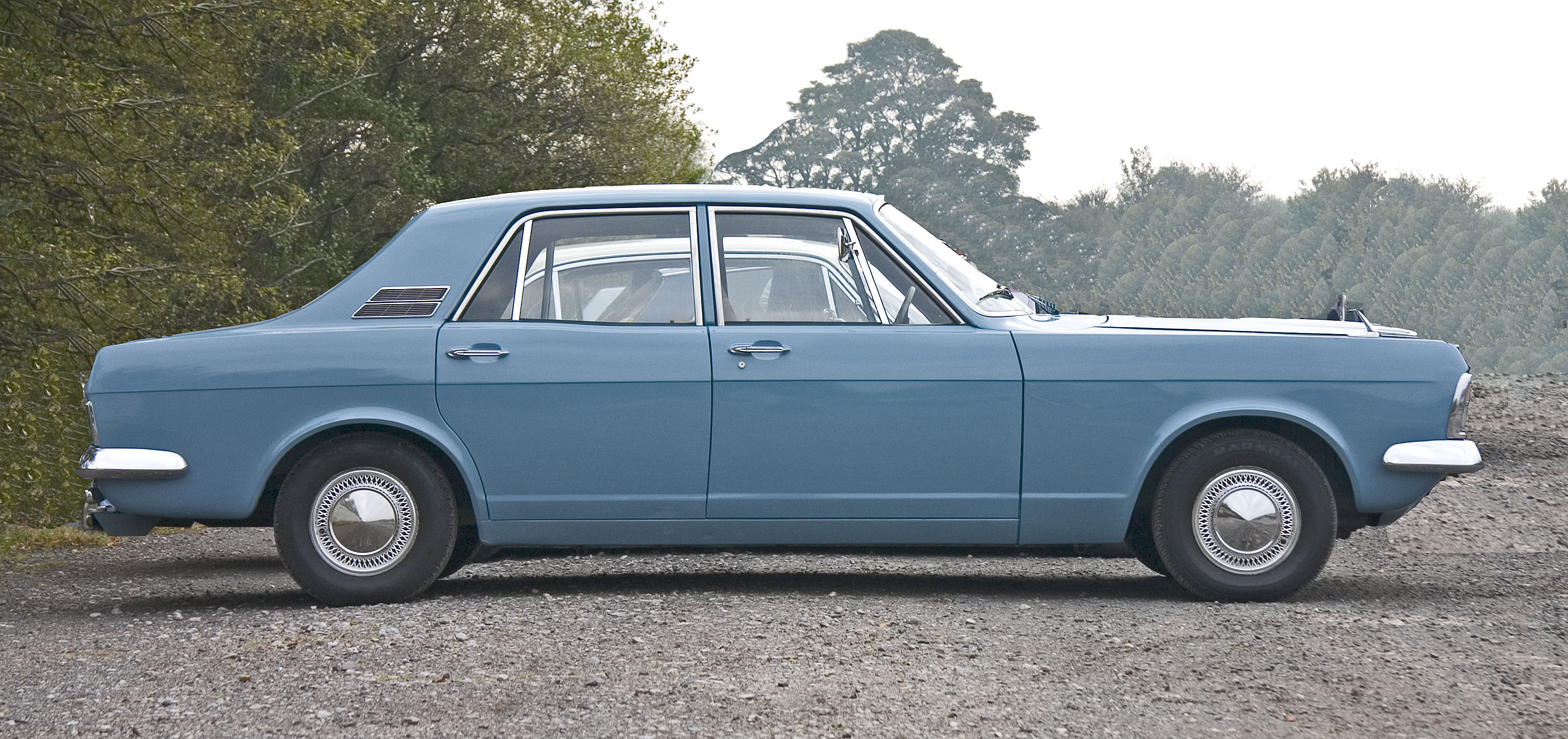
Una Ford Zephyr 4 Mark IV: la coda piuttosto corta richiamava quella della Ford Mustang prima serie
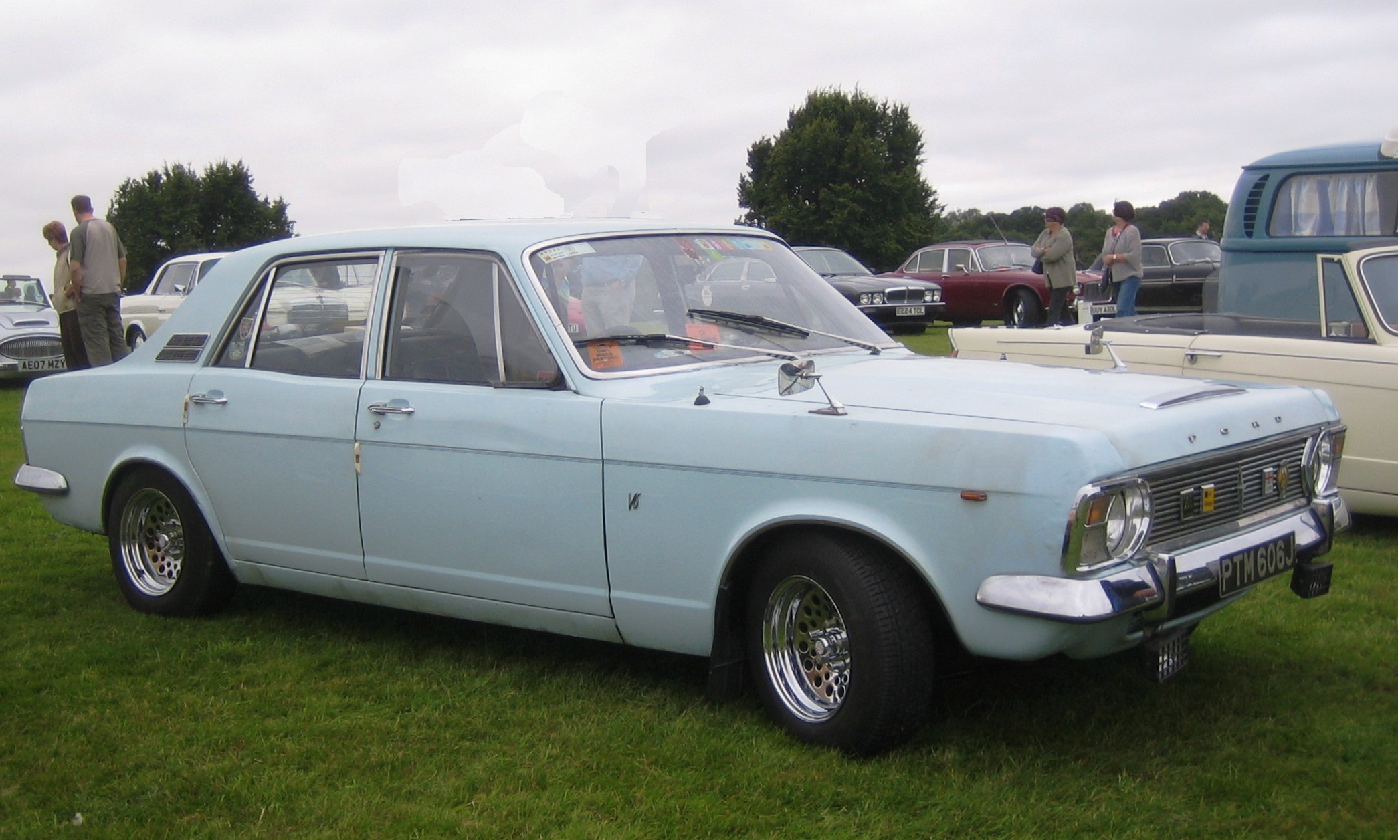
Una Ford Zephyr 6 Mark IV

### La Zodiac e la Executive Mark IV
La Zodiac Mark IV e la “Executive” possedevano quattro fanali anteriori e un motore V6 da 2.994 cm³. Il propulsore erogava una potenza di 136 CV a 4.750 giri al minuto e una coppia 246,1 N•m a 3.000 giri al minuto. La Zodiac aveva installato di serie un alternatore (al posto della dinamo della Zephyr), il piantone dello sterzo regolabile, la ruota di scorta posizionata nel vano motore, l'impianto di riscaldamento, il sistema di ventilazione Aeroflow, i lavacristalli elettrici, i tergicristalli a due velocità, l'accendisigari, il contagiri, l'orologio, l'amperometro e le luci di retromarcia.
In termini di prezzi (e probabilmente anche in termini di costi), la Zephyr/Zodiac Mark IV, con le sue complesse sospensioni posteriori, rappresentarono un considerevole passo in avanti rispetto a quanto installato sulle Mark II, che sostituirono. Nel gennaio del 1967, un anno dopo l'introduzione della nuova generazione, fu annunciata una forte riduzione della produzione a causa delle basse vendite. L'annuncio fu accompagnato da diversi brani di notizie ottimistiche riguardanti le vendite della Cortina, e venne sottolineato che i lavoratori estromessi dalle linee della Zodiac e della Zephyr sarebbero stati riassegnati a quelle della Cortina.

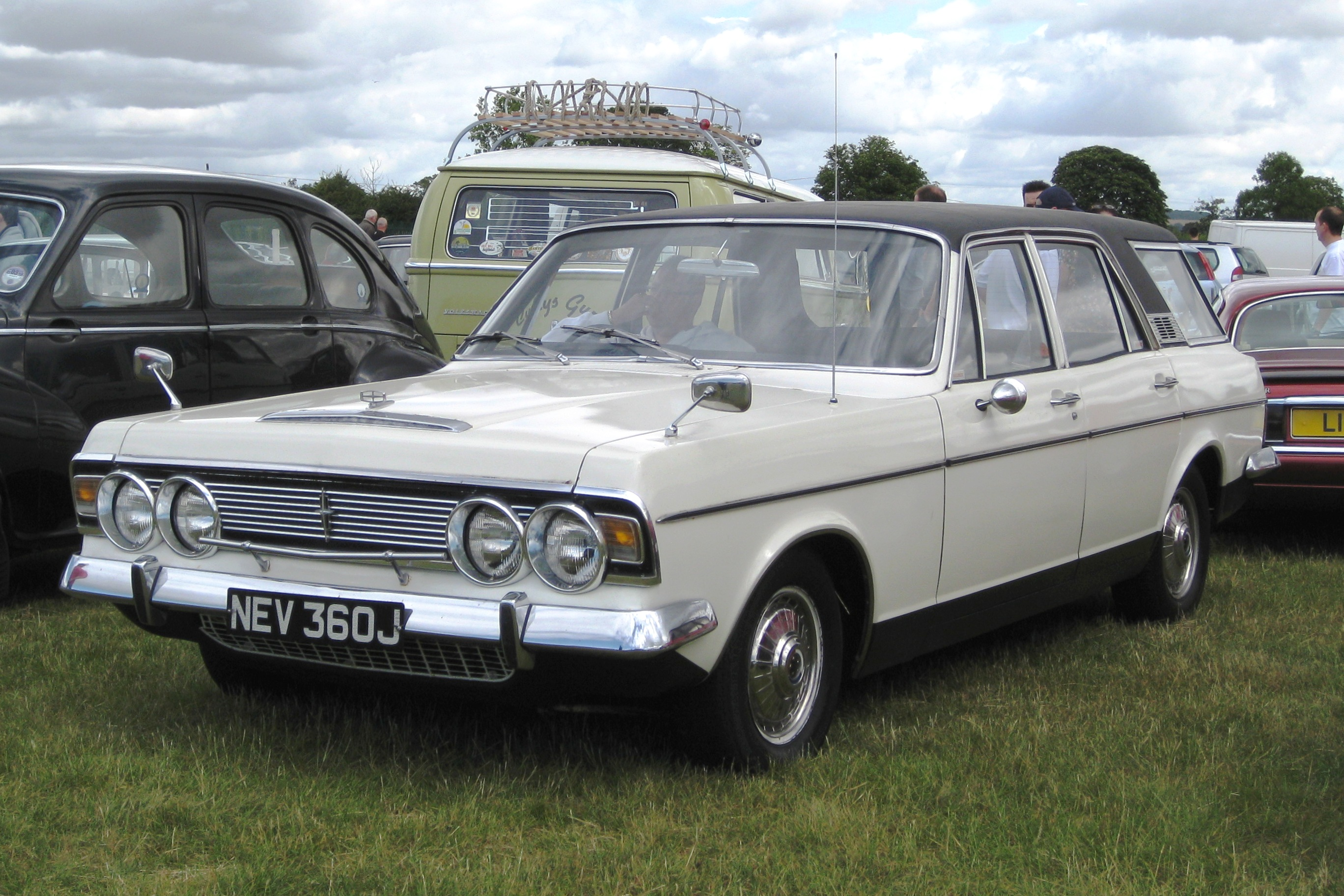
Una Ford Zodiac Mark IV familiare

La versione familiare della Zodiac Mark IV venne annunciata in contemporanea al lancio dell'equivalente della Zephyr. Venne costruita dalla Carrozzeria Abbott.
La “Executive” fu la versione di punta della Zodiac possedeva le migliori specifiche mai offerte dalla Ford nel Regno Unito negli anni sessanta. Il cambio automatico e il servosterzo erano offerti di serie insieme al tettuccio panoramico. Il cambio manuale a quattro rapporti era anch'esso disponibile senza extra costo. Altre specifiche disponibili di serie furono i sedili reclinabili, gli inserti in noce, una strumentazione completa, i tappetini, i fendinebbia, le cinture di sicurezza anteriori con arrotolatore e la radio. La “Executive” era distinguibile dalle altre Zodiac dall'allestimento esterno e dalla dicitura “Executive” applicata sulla carrozzeria. Non vennero prodotte “Executive” in versione familiare.
Un esemplare con cambio automatico di Ford Zodiac Executive fu provata dalla rivista britannica Autocar nel 1967. Venne registrata una velocità di 160 km/h e un'accelerazione da 0 a 97 km/h di 13,1 secondi. Il consumo di carburante fu di 16,4 L/100 km. Con queste prestazioni, la vettura evidenziava il suo peso, anche se non sfigurava rispetto  alla Vauxhall Viscount, che aveva un motore da 3,3 L di cilindrata.